# ライナー列車

ライナー列車（ライナーれっしゃ）とは、日本国有鉄道（国鉄）及びそれを継承したJR各社において運行されている、快速列車（広義の普通列車）の一種であり、一般に乗車にあたっては乗車整理料金（乗車整理券）を要求する列車を指す。
本項では、国鉄・JR各社のライナー列車のほか、私鉄各社の有料座席指定制列車全般（特急列車を除く）についても述べる。

## 概要
快速列車と同様に主要駅のみ停車する列車が多い。列車愛称は路線や運転時間帯によって「ホームライナー」、「ホームライナー○○」や「○○ライナー」などのバリエーションが存在する。
日中帯に運転された「セントラルライナー」のようなごく一部の例外を除けば、主として通勤時間帯に設定されることが大半で、基本的に朝ラッシュ時は郊外のベッドタウンから企業の集中する都心に向かって、帰宅時間帯となる夜間は逆に都心から郊外に向かって運行されることがほとんどであるが、地方都市圏においては静岡地区やかつての新潟地区のように、都市間で比較的長距離にわたって運行される列車もある。

## 国鉄及びJR各社におけるライナー列車
JRグループにおける種別としては普通列車となるが、国鉄時代には団体専用列車として運転された列車も存在する。

### 登場の経緯と現状
都心に到着した優等列車を郊外の車両基地まで回送する代わりに営業列車とした早い例としては、1968年（昭和43年）10月1日ダイヤ改正で設定された総武本線の気動車による快速列車がある。新宿駅に到着した房総方面からの急行列車の折り返しで、御茶ノ水駅発20時台に千葉駅行（停車駅は秋葉原駅・船橋駅の2駅）として2本運行された。ただし特別料金は徴収せず、回送列車のダイヤを踏襲したため所要時間も各駅停車と変わりなかった。
「ホームライナー」の名称で運行されたものの初出は、1984年（昭和59年）6月1日、当時の国鉄旅客局長だった須田寬の考案により、東北線上野駅 - 大宮駅間で回送する特急用電車を活用したものとされる。これは、当時私鉄各社で運行されていた通勤時の特急列車をヒントとして生まれたものであった。同列車は同年7月23日に「ホームライナー大宮」と命名され、次いで同日には総武快速線で「ホームライナー津田沼」が、同年9月からは阪和線で「ホームライナーいずみ」の運行が開始された。
運転開始当時は1編成のうちの数両あるグリーン車のみで客扱いを行っており、この際には普通車扱いとしていた。しかし運転開始当初より人気が高く常に満席となり、積み残し客の方が多くなることもあったことから、運転開始数日で急遽グリーン車の前後に連結している普通車も客扱いを開始することに変更したが、それでもまだ積み残しが出る状況だったため、そのわずか数ヵ月後には1編成すべてを開放して客扱いをするようになった。
1986年（昭和61年）11月1日に運行を開始した東海道線の「湘南ライナー」、阪和線の「はんわライナー」では、回送ダイヤの流用ではなく単独の列車運用を持つようになった。また、当初は回送列車扱いのため省略されていた車内整備も行われるようになった。
その後、特急列車や快速列車・普通列車への置き換え、首都圏ではこれに加えて一般の快速・普通列車へのグリーン車連結による利用者の減少などによって、数を減らしていくこととなる。西日本旅客鉄道（JR西日本）や九州旅客鉄道（JR九州）では2011年（平成23年）3月までに全廃され、東日本旅客鉄道（JR東日本）でも2021年（令和3年）3月で全廃となり、北海道旅客鉄道（JR北海道）も2023年（令和5年）に「ホームライナー」の愛称のまま全席指定制の普通列車（快速列車）の扱いへ転換したため、現在は東海旅客鉄道（JR東海）に残るのみとなっている。このほか四国旅客鉄道（JR四国）では徳島地区で一時試験的に運行されていた。

### 乗車制度

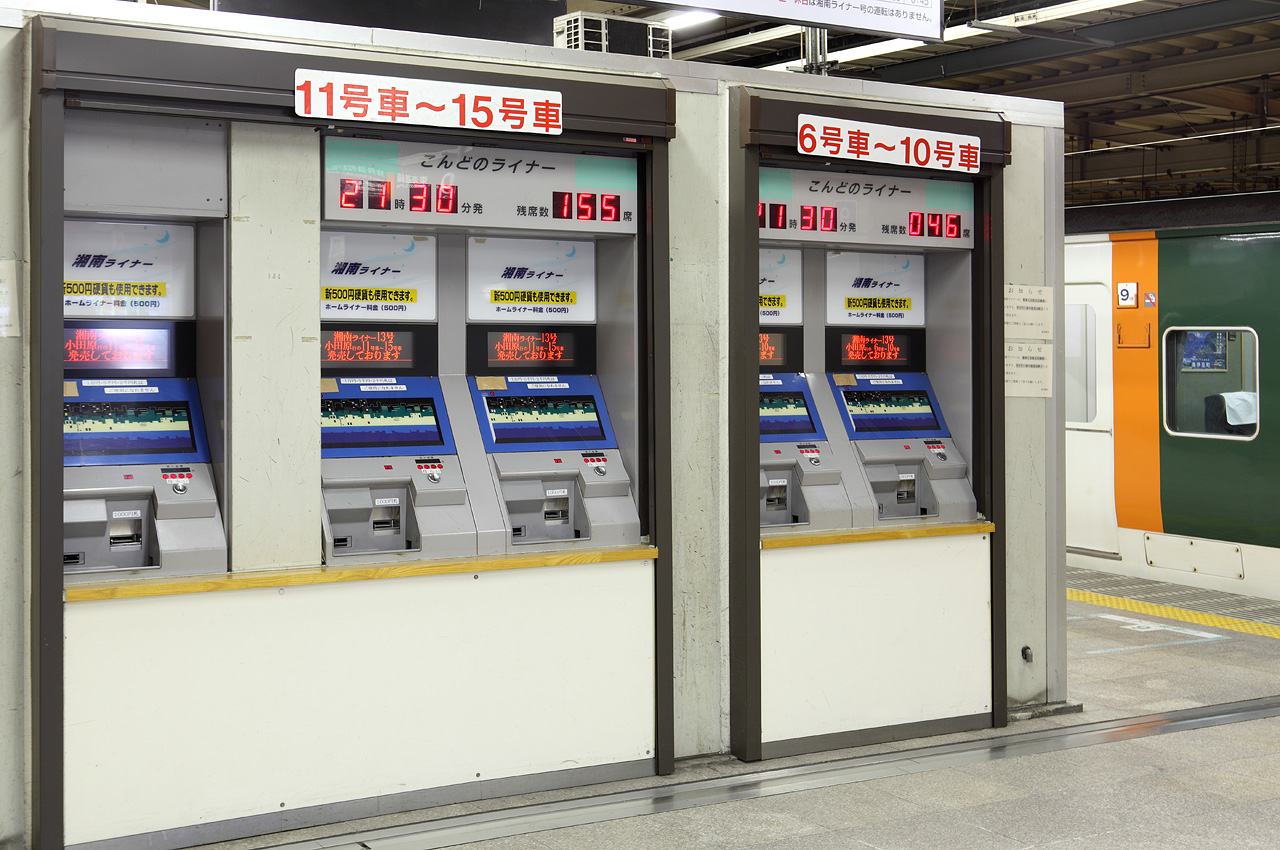
ホーム上に設置されているライナー券専用自動券売機。上部に各乗車口の残席数が表示されている。
後ろの列車は発券中のホームライナー13号で、乗車案内中であるが、ライナー券の検札を行う乗車口以外は締切となっている。（東京駅）

扱いとしては広義の普通列車であるため、乗車券（定期券を含む）に乗車整理券を追加で購入することで乗車が可能となる。一般には座席分の枚数しか発売されないため、着席が保証されるいわゆる座席定員制であるが、かつての札幌地区のように、事実上乗車整理券の発売枚数に制限がなく、着席保証がない場合もあった。また、運行区間末端方においては、停車駅を「降車専用駅」の扱いとして乗車を認めないクローズドドア制で運転したり、通常の快速列車の扱いとして運転する列車も存在した。

#### グリーン座席の扱い
使用車両にグリーン座席の設定がある場合、現存するJR東海においては、乗車整理券に代わって普通・快速列車に準じる自由席グリーン料金券を要求している。
かつては、列車により普通車扱いとして乗車整理券のみで乗車可能とする例や、車両そのものを締め切りとして開放しないケースもあった。

### 使用車両
特急形車両の回送列車を有効活用する形で登場したという経緯から、一般に特急形車両の間合い運用で運転されるが、JR東海ではライナー列車向けに新造した専用車両313系8000番台を充当したケースがあったほか、JR東日本では本来近郊形車両に分類される215系電車を用いる列車もあった。
基本的には自社車両が運用されることが多いが、JR東海の東海道線名古屋地区のホームライナーでは、「しらさぎ」として名古屋に乗り入れるJR西日本の車両が間合い運用で用いられている。過去にはJR東日本の「ホームライナー古河」「ホームライナー鴻巣」でJR西日本の車両が、JR西日本の「びわこライナー」でJR東日本の車両が用いられていたケースがあった。

### 運行概況
詳細な運行状況は各運行路線・個別記事で記載されているため、本節では運行される線区での概要のみを記載するにとどめる。

#### JR北海道

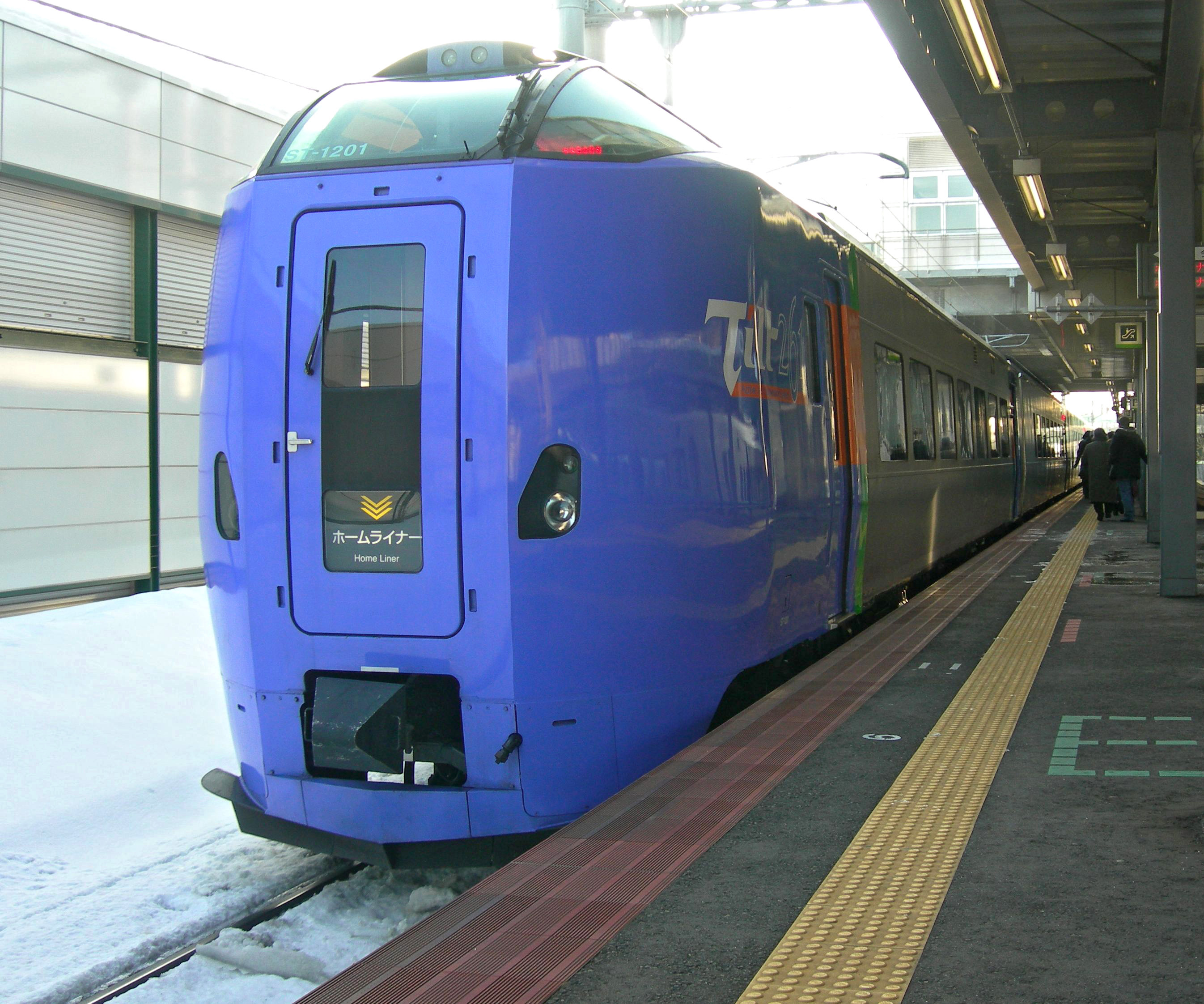
キハ261系
「ホームライナー」

札幌駅を中心とした札幌地区の函館本線では、札幌運転所の入出庫列車を活用し、1985年（昭和60年）8月12日に手稲駅 - 札幌駅間で「ホームライナー」の運行が開始された。国鉄では4例目であり、平日運転の乗車整理券制列車であった。
その後、小樽駅→札幌駅間の列車の追加（1988年（昭和63年））と廃止（2015年（平成27年））、夕方の札幌発列車の廃止（2017年（平成29年））などを経て、2023年（令和5年）3月18日からは形態を毎日運転の全席座席指定制列車に改めたうえで、朝に手稲駅から札幌行きの3本が運転されている。

#### JR東海
いずれも乗車整理券料金は330円となっている。
なお、「ホームライナー」の商標権はJR東海が有している。

##### 静岡地区
静岡県内の東海道本線では、1989年（平成元年）7月から、乗車整理券方式の「花の木金号」が週末深夜に165系（運転開始直後はジョイフルトレインの「ゆうゆう東海」を優先的に使用、一時的に311系が使われたこともある）を用いた各駅停車として運行されており、1991年3月16日からはホームライナーとしての運行が開始された。同県3大都市の沼津駅・静岡駅・浜松駅の相互間で運行されており、列車名は終着駅名を採り「ホームライナー沼津」「ホームライナー静岡」「ホームライナー浜松」となっている。かつては三島駅発浜松駅行きの設定もあり、この列車の走行距離は営業キロで136.4キロメートルと、歴代ホームライナーの中では最長である。
車両はすべて373系の3両・6両編成だが、設定当初から2012年までは「あさぎり」用の371系も運用されていた。
なおこの地区では、ホームライナー設定以前のこの列車は後に「ホームライナー」に吸収された。

##### 名古屋地区
名古屋地区では名古屋駅を中心として東西南北4方向に路線が伸び、その全方向に対してホームライナーが設定されたが、現在は中央本線と東海道本線大垣方面の2方向のみの設定となった。列車愛称は朝・夜の列車とも郊外側の発着駅名を採って「ホームライナー○○」としている。

###### 中央本線
中央西線では、国鉄民営化直前の1987年（昭和62年）3月23日に名古屋駅→中津川駅間で設定されたのが最初である。その後「ホームライナー中津川」のほか、「ホームライナー多治見」「ホームライナー瑞浪」も登場し、最終的には後述の「～太多」も含めて2022年（令和4年）3月までに「ホームライナー瑞浪」へ全列車が統一された。
車両は「しなの」用の383系が使用される。過去には313系8000番台も「ホームライナー瑞浪」で2022年（令和4年）3月11日まで運用されていた。
1990年（平成2年）3月からはキハ85系を使用した太多線直通の「ホームライナー太多」（名古屋駅 - 美濃太田駅間）も設定されていたが、2012年（平成24年）3月のダイヤ改正で廃止されている。
またこの線区では、日中にホームライナーと同様の乗車制度を採用した「セントラルライナー」が1999年（平成11年）12月から2013年（平成25年）3月まで名古屋駅 - 中津川駅間で運行されていた。これが昼間帯に運行された定期ライナー列車の唯一の例である。

###### 東海道本線
名古屋地区の東海道本線では、1988年（昭和63年）3月に「ホームライナーながら」が名古屋駅 - 大垣駅間で設定されたのが最初である。その後同列車は「ホームライナー大垣」と改称され運行されている。かつては名古屋以南にも設定があり「ホームライナー豊橋」「ホームライナー岐阜」「ホームライナー蒲郡」「ホームライナー岡崎」や、大垣以北に行く「ホームライナー関ヶ原」も設定されていた。名古屋駅以東では新快速の停車駅に準じて停車していた。
車両はJR西日本の「しらさぎ」用681系・683系が使用されている。過去には485系電車、キハ85系気動車、373系電車も使用されていた。

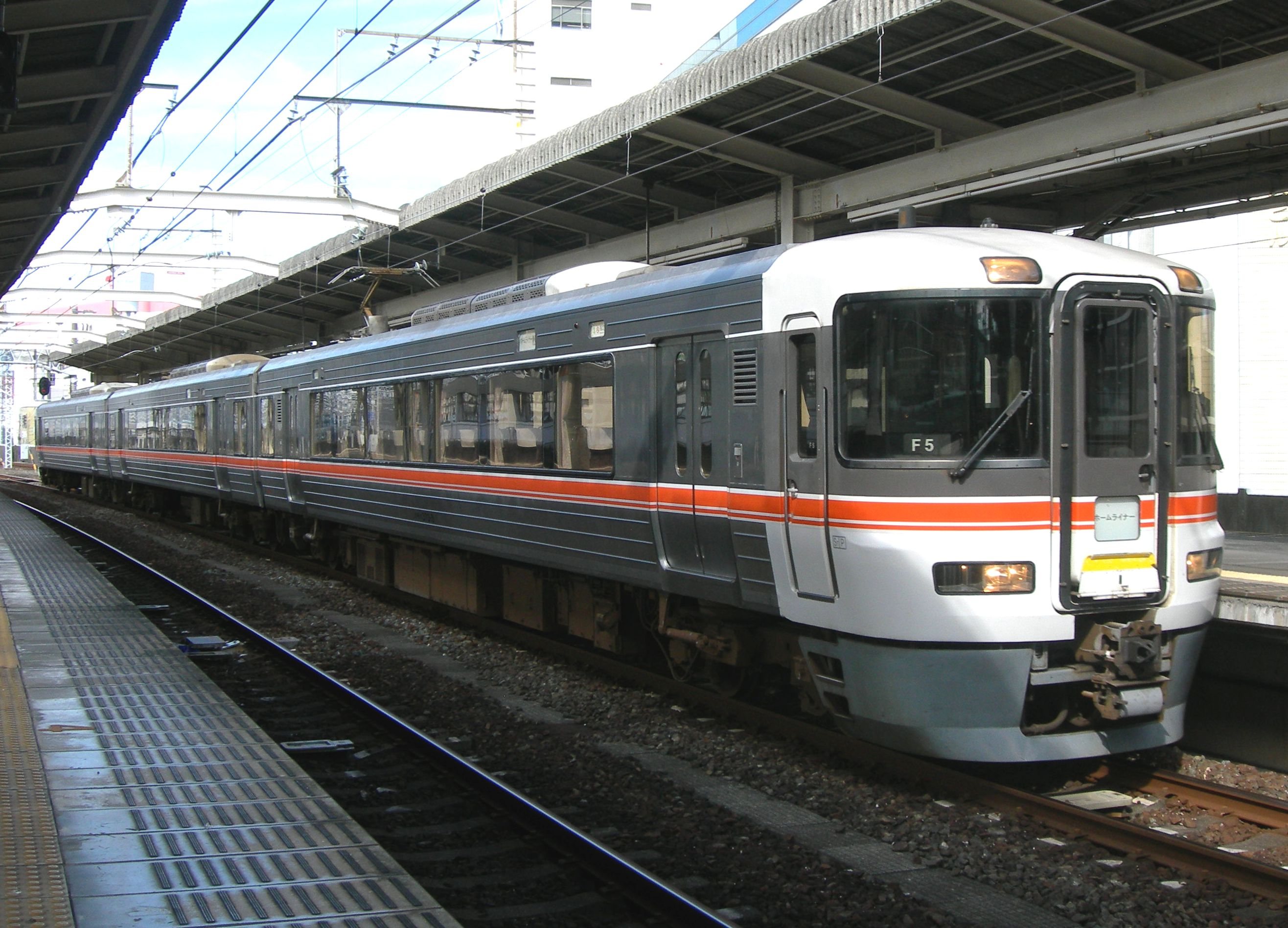
373系「ホームライナー静岡」
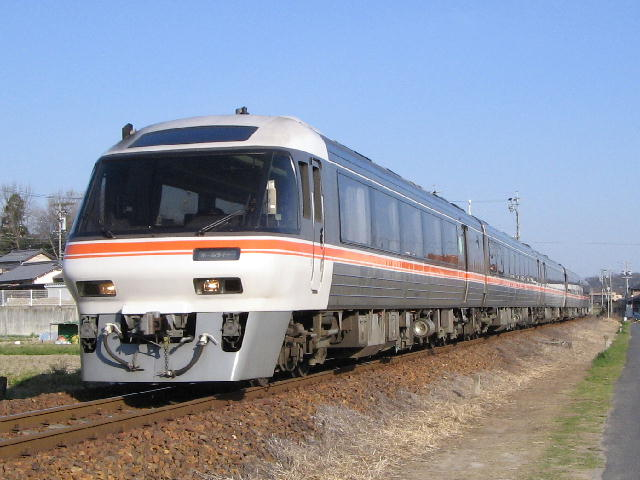
キハ85系「ホームライナー太多」
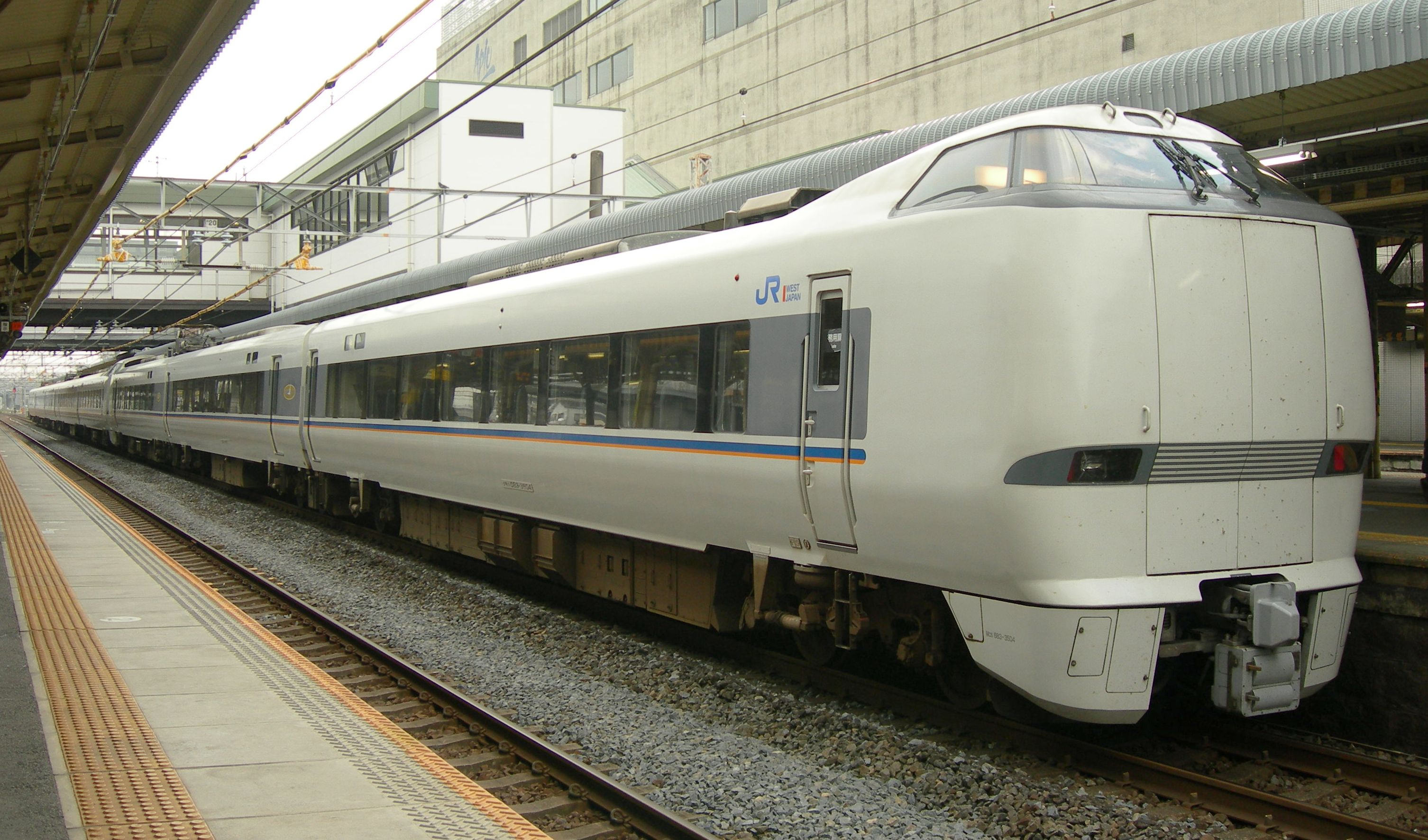
683系「ホームライナー大垣」
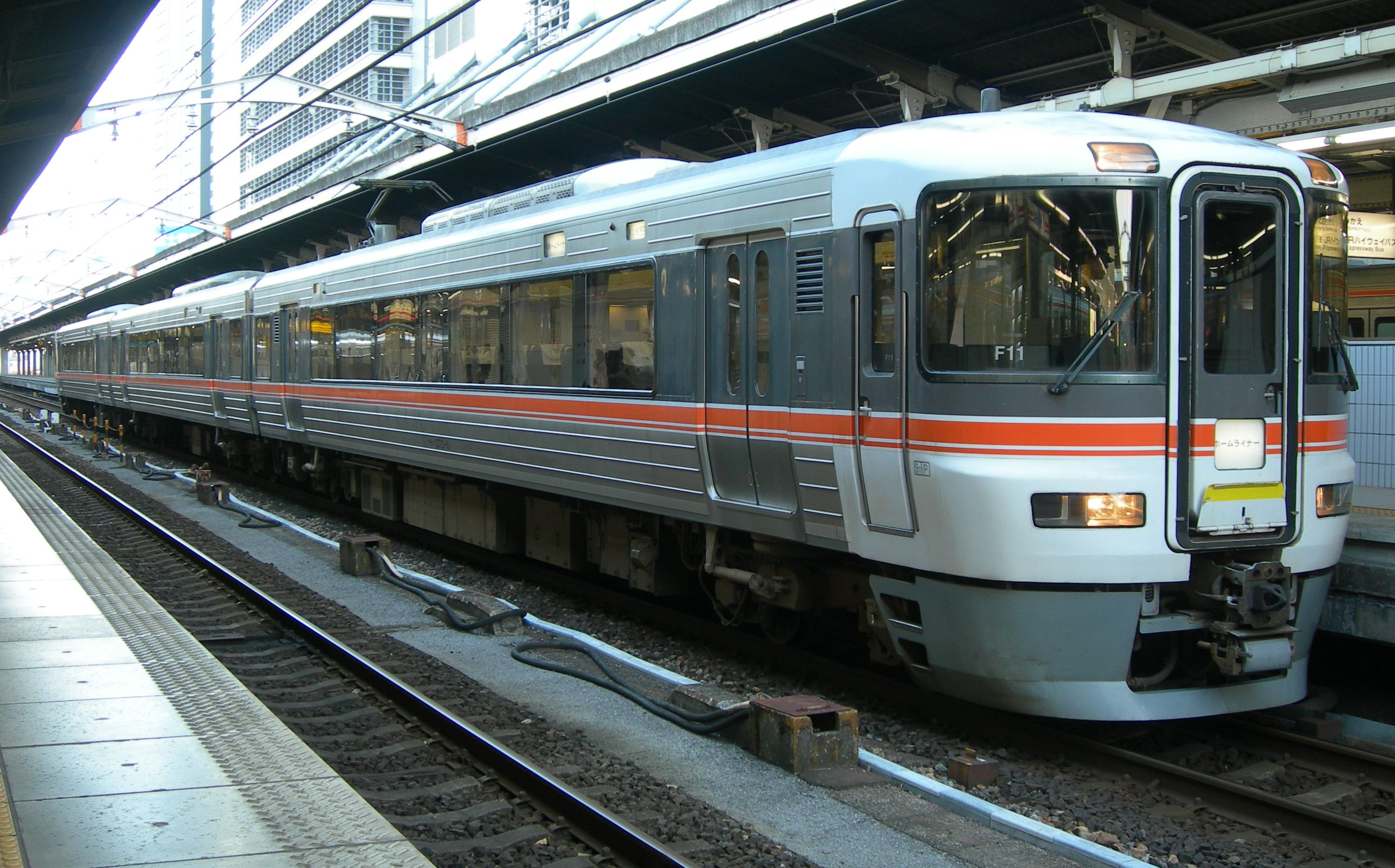
373系「ホームライナー豊橋」

### 過去の事例

#### JR東日本

##### 仙台地区
常磐線では、2005年（平成17年）12月16日から2007年（平成19年）3月16日まで、仙台駅 - 原ノ町駅間で「常磐ホームトレイン」が運行されていた。

##### 首都圏
首都圏では東京都心の山手線上の各ターミナル駅（東京駅・上野駅・新宿駅）と埼玉県・千葉県・神奈川県・茨城県・多摩地区の各ベッドタウンとの間で、これまでに大きく分けて6系統の列車が運行されてきた。列車愛称は朝時間帯に運行されたものに「おはようライナー○○」、夜時間帯に運行されたものに「ホームライナー○○」と名付けられている線区が多く、○○には郊外側の駅名が入るが、例外として「おはようライナー新宿」は都心側の駅名を採ることで東京駅方面の「湘南ライナー」と区別した。
運行開始当時は300円（のち310円）の「乗車整理券」での乗車制度となっていたが、1999年（平成11年）3月1日より500円（のち520円）に改定され、名称も「ライナー券」と改められた。朝ラッシュ時に運行される「湘南ライナー」「おはようライナー新宿」「おはようライナー逗子」では、1か月分のライナー券が1枚になった「ライナーセット券」が発売されていた。
普通列車へのグリーン車導入や通勤特急列車への置き換えが進み、2021年（令和3年）に全廃となった。使用車両はすべて電車である。

###### 宇都宮線・高崎線
1984年（昭和59年）6月1日に国鉄・JR最初のホームライナーとして上野駅→大宮駅間で運行が開始され、「ホームライナー大宮」と命名された。その後運行区間が宇都宮線古河駅、高崎線鴻巣駅まで延伸されて「ホームライナー古河」「ホームライナー鴻巣」となった。運行開始以来夜間のみの運行で、新宿駅発の列車も設定されていたことがある。
2014年（平成26年）3月15日改正において特急「スワローあかぎ」への置換えなどにより全列車が廃止された。
車両は185系・189系・485系・489系が用いられた。

###### 総武快速線
総武快速線では、1984年（昭和59年）7月13日に国鉄で2例目のホームライナーとして東京駅→津田沼駅間の「ホームライナー津田沼」が運行開始。翌年には新宿駅発列車も設定された。その後運行区間が千葉駅まで延長されて現在の名称「ホームライナー千葉」となった。朝の列車として「おはようライナー津田沼」が設定された時期もあったが、廃止時点では夜間のみ運行されていた。2019年（平成31年）3月16日改正において全列車が廃止された。廃止時点では、房総特急で使用される255系・E257系500番台を使用していた。過去には183系も使用された。

###### 東海道線
東海道線東京口では1986年（昭和61年）11月1日に小田原駅・平塚駅 - 東京駅間で「湘南ライナー」の運行が開始された。1988年（昭和63年）からは走行ルートとして東海道貨物線が活用され、新宿駅発着の「湘南新宿ライナー」も新設された。この「湘南新宿ライナー」は後に「おはようライナー新宿」「ホームライナー小田原」と名称が変更されて現在に至っている。運行規模はJR全線区中最大を誇り、最盛期には朝12本・夜間13本、最末期は朝10本・夜間11本が運行されていた。
末期は、特急「踊り子」などで使用される185系のほか、近郊型の215系が使用されていた。かつては「スーパービュー踊り子」で使用されていた251系や中央線用の183系・E351系・E257系0番台も用いられていた。なお、下り列車については大船以西の区間は快速となり、着席保証はないものの一般乗客も乗車可能であった。
2021年（令和3年）3月13日改正で東京・新宿 - 小田原間で新設された特急「湘南」への置き換えにより全列車が廃止された。

###### 常磐線
常磐線では1989年（平成元年）3月11日に「ホームライナー土浦」、翌1990年（平成2年）3月10日に「おはようライナー土浦」がそれぞれ上野駅 - 土浦駅間で運行が開始された。車両は485系を使用。1998年（平成10年）12月8日に特急「フレッシュひたち」に置き換えられる形で廃止された。

###### 横須賀線
横須賀線では1990年（平成2年）3月10日に東京駅 - 逗子駅間で「おはようライナー逗子」「ホームライナー逗子」の運行が開始された。車両は当初は183系、その後はE257系500番台を使用していた。2015年（平成27年）3月14日のダイヤ改正で廃止された。

###### 中央線・青梅線
中央線・青梅線では、1991年（平成3年）3月16日に高尾駅 - 新宿駅間で「おはようライナー高尾」「ホームライナー高尾」、新宿駅 - 青梅駅間で「ホームライナー青梅」の運行が開始された。2001年（平成13年）には東京駅発着となり、名称は高尾駅発着が「中央ライナー」、青梅駅発着が「青梅ライナー」に改められた。2019年（平成31年）3月16日改正において特急「はちおうじ」「おうめ」に置換えられ、全列車が廃止された。
廃止時点では、E257系0番台・E351系を使用していた。過去には183系・185系も使用されていた。
東京駅発着となって以降、この系統では座席指定を行っていたことも特徴であり、晩年は「えきねっと」加入者向けに携帯電話を使用した予約サービスも行われていた。

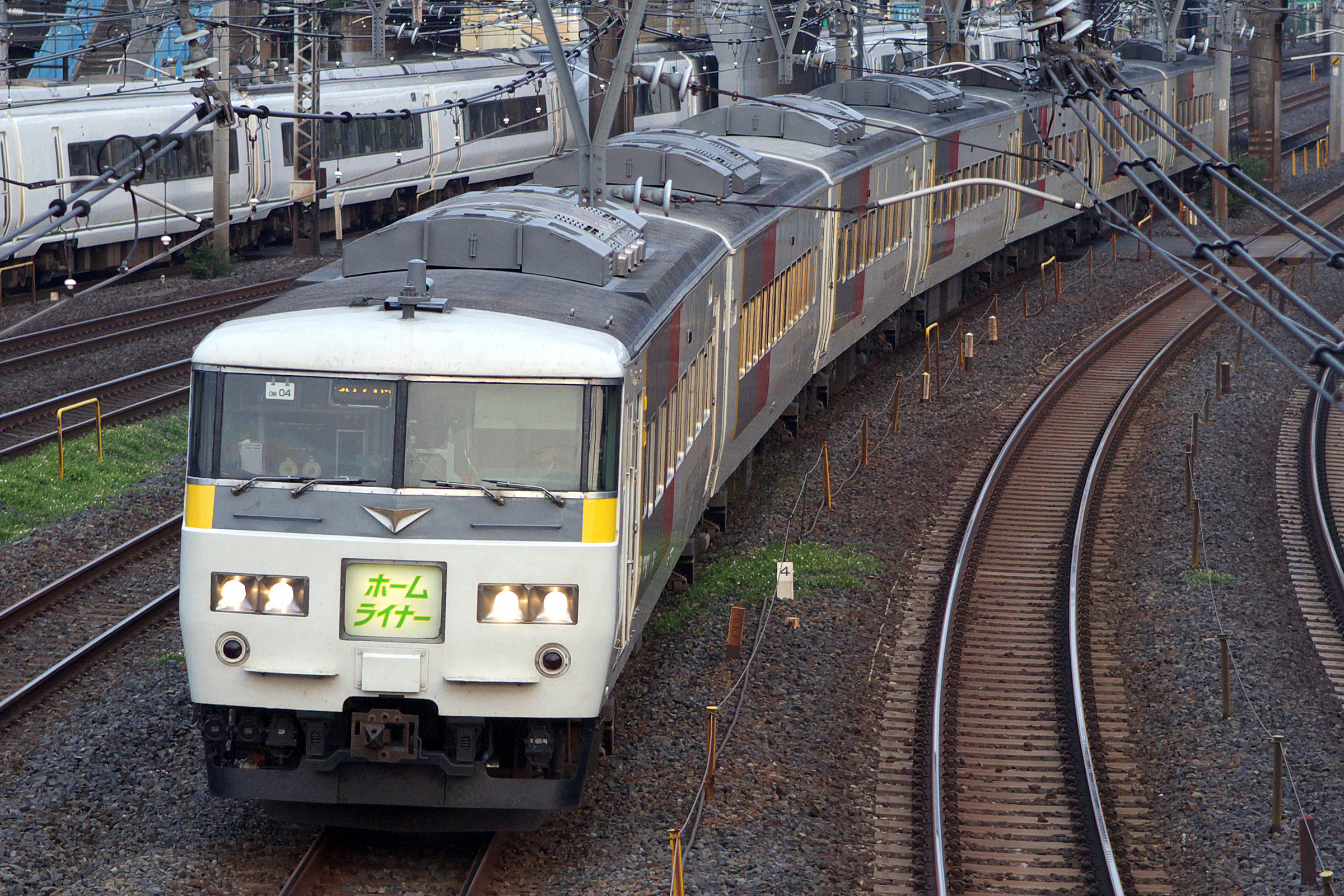
185系「ホームライナー鴻巣」
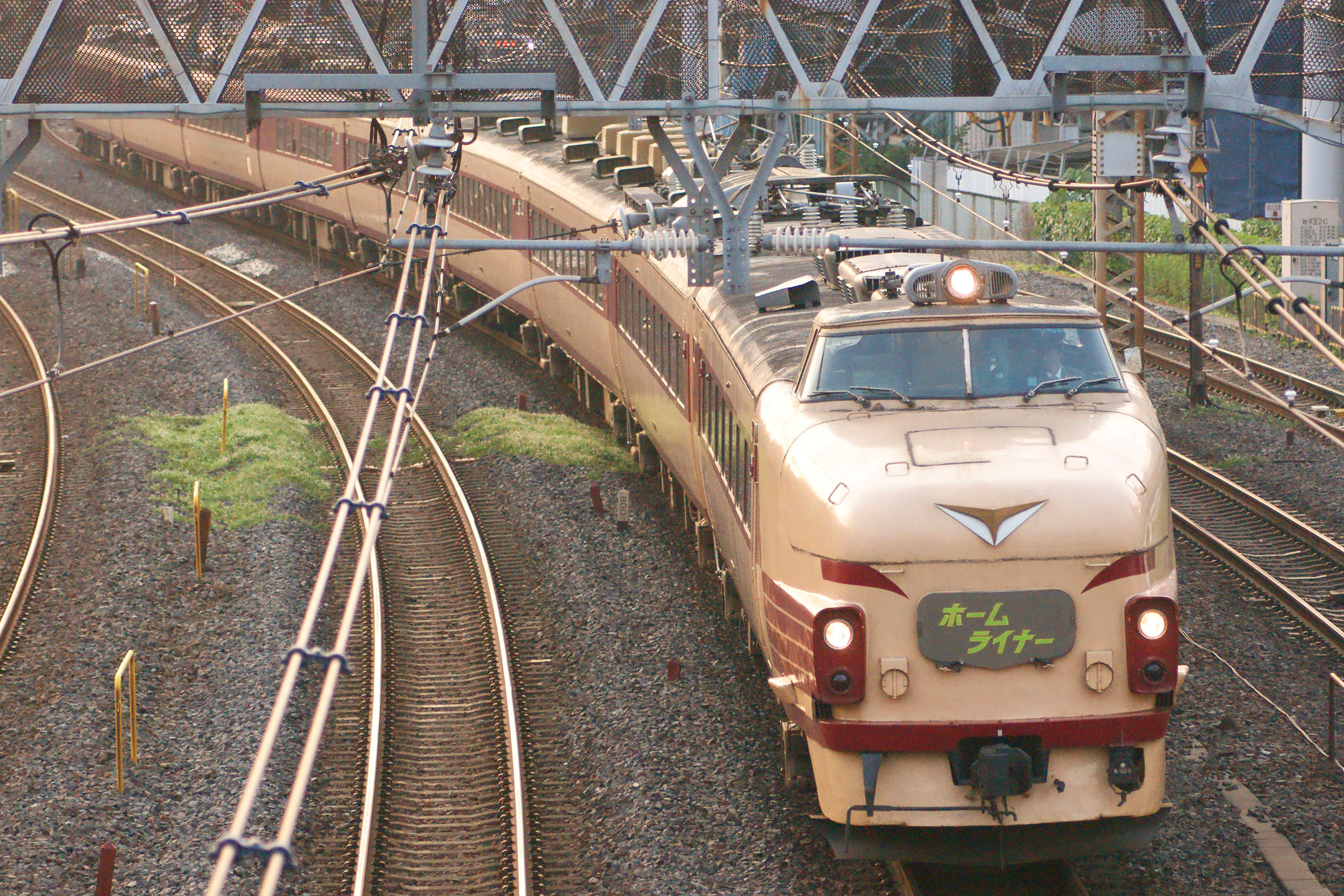
489系「ホームライナー鴻巣」
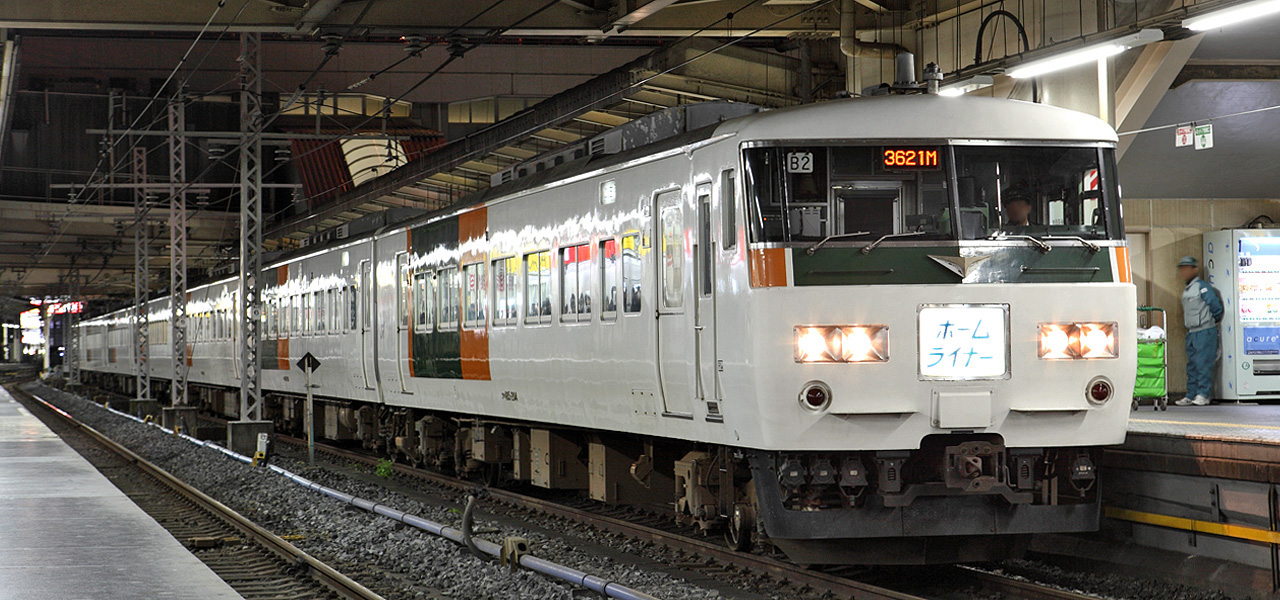
185系「ホームライナー古河」
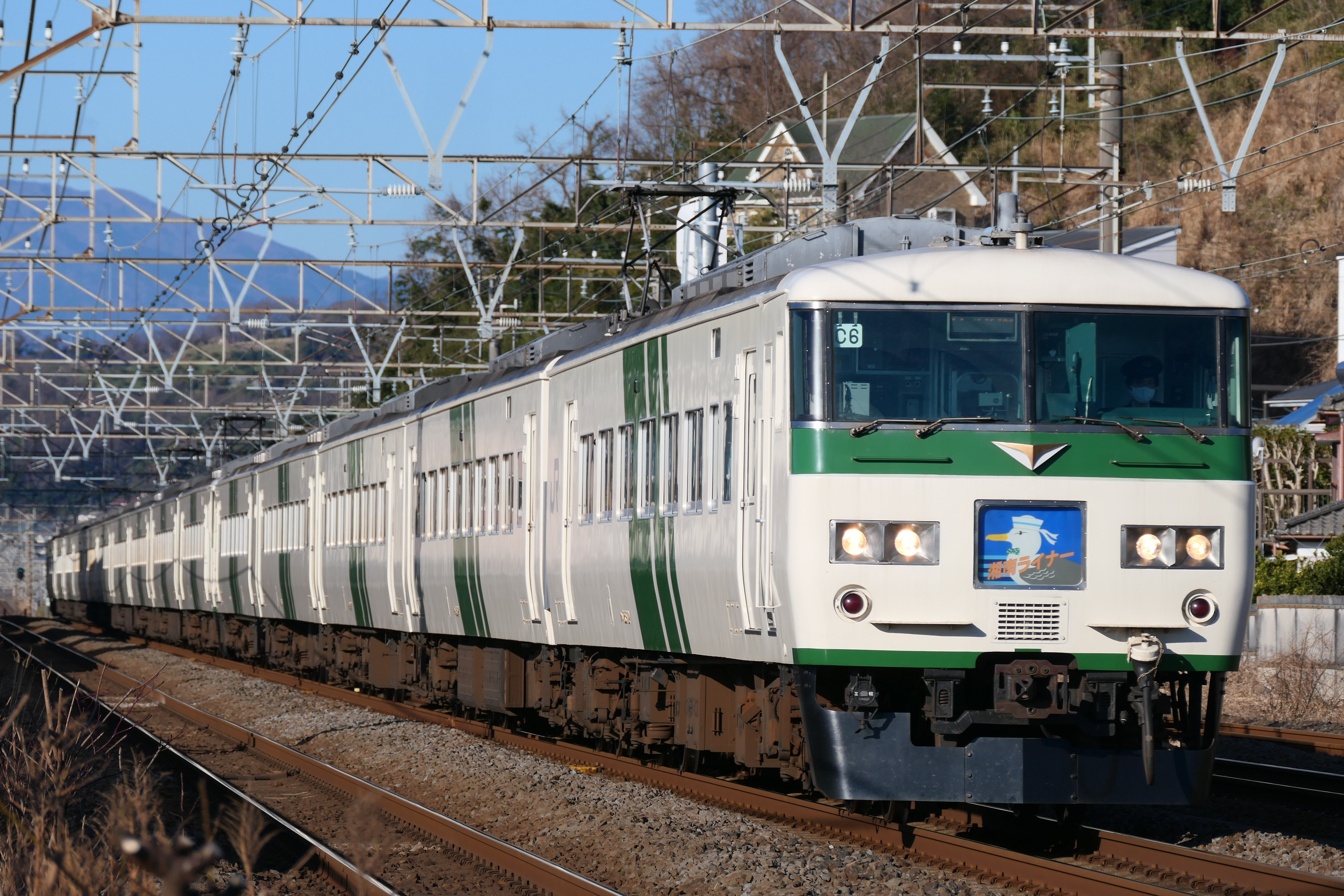
185系「湘南ライナー」
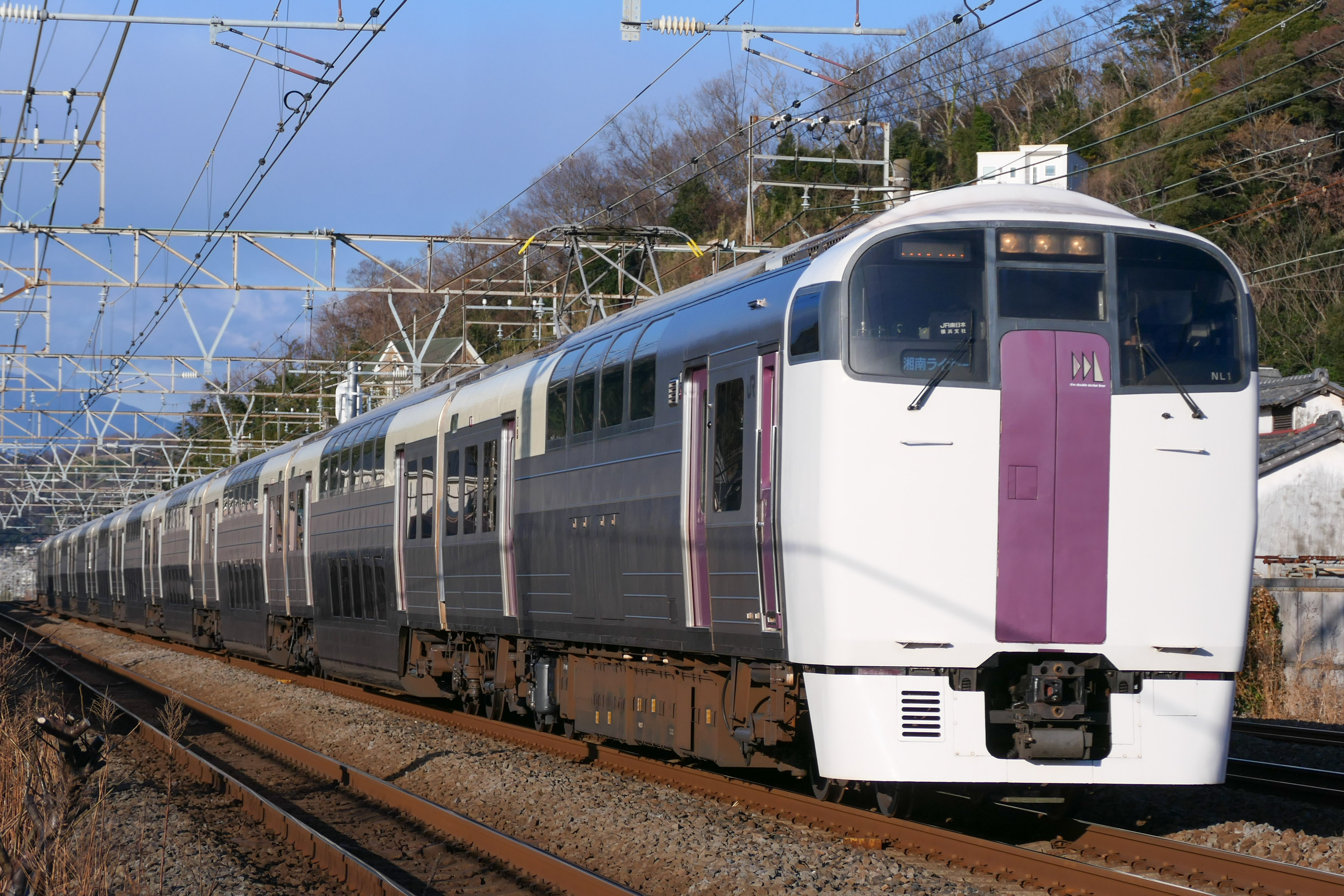
215系「湘南ライナー」
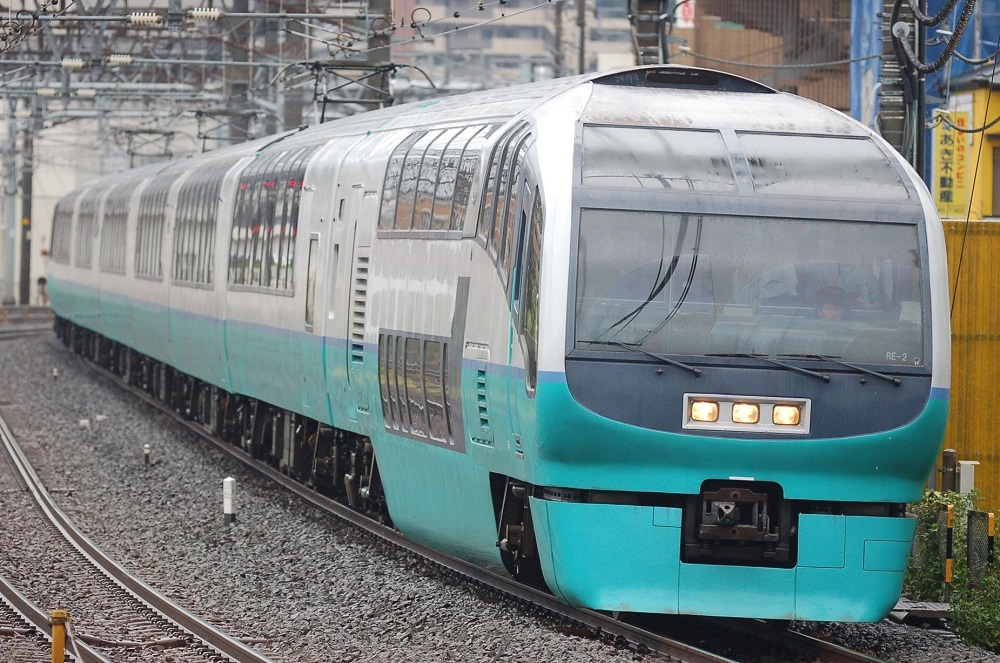
251系「おはようライナー新宿」
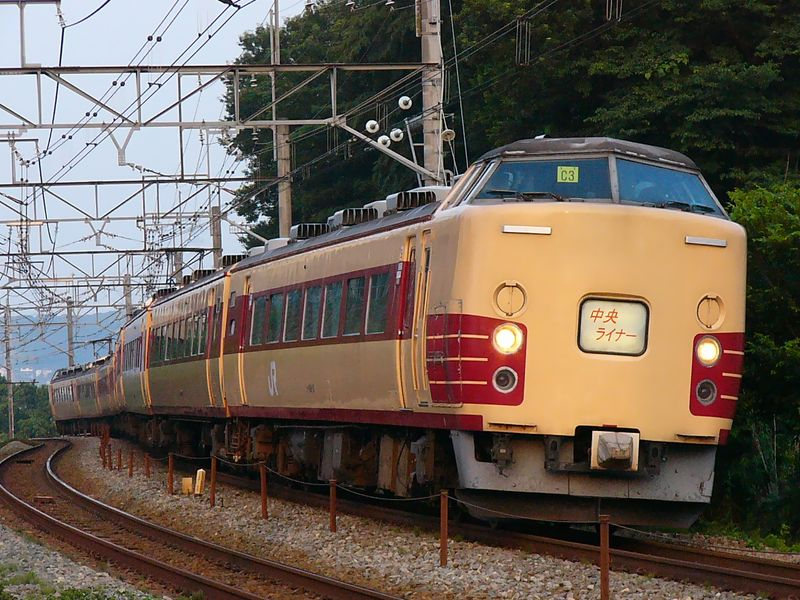
183系「中央ライナー」
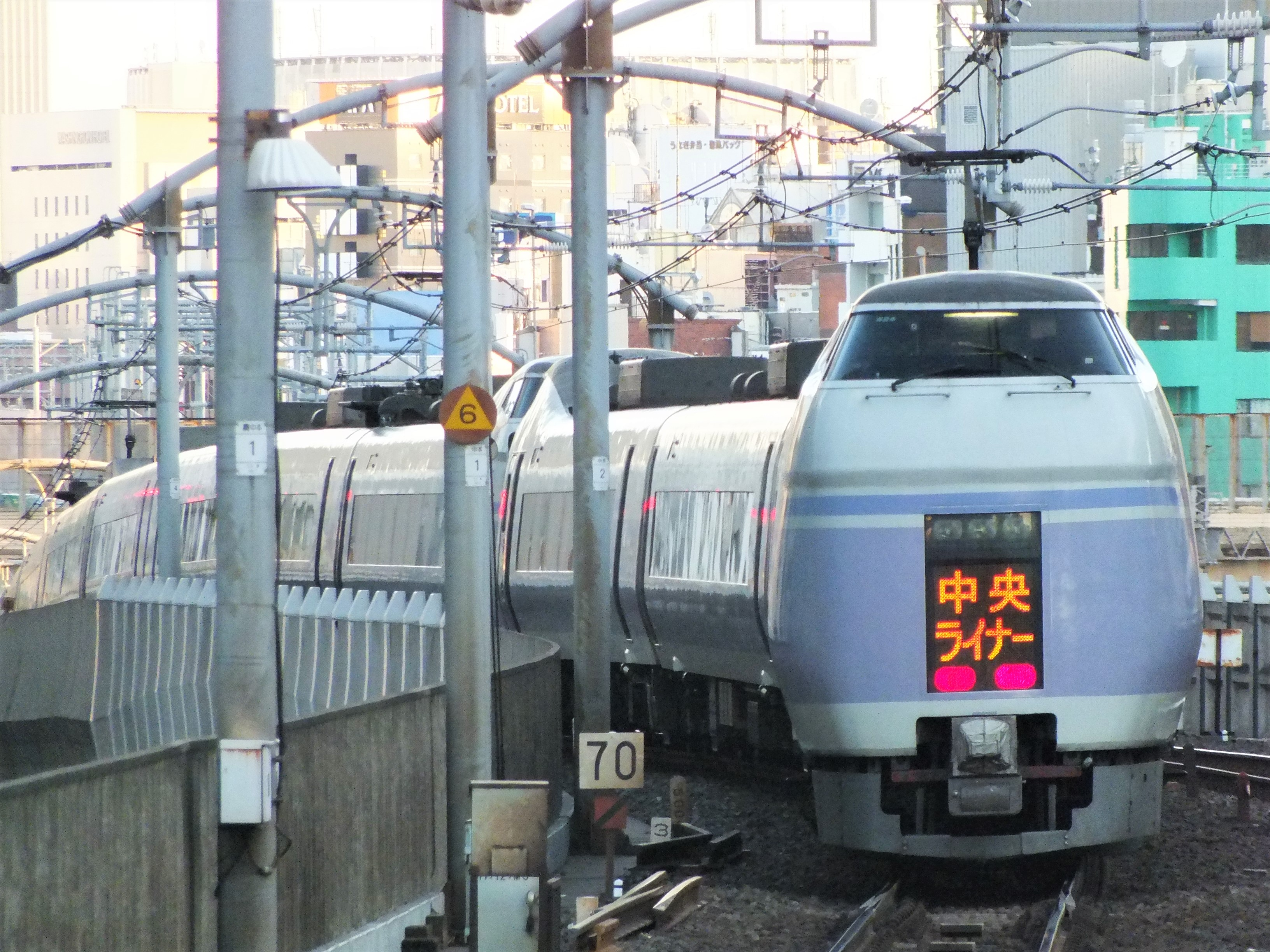
E351系「中央ライナー」
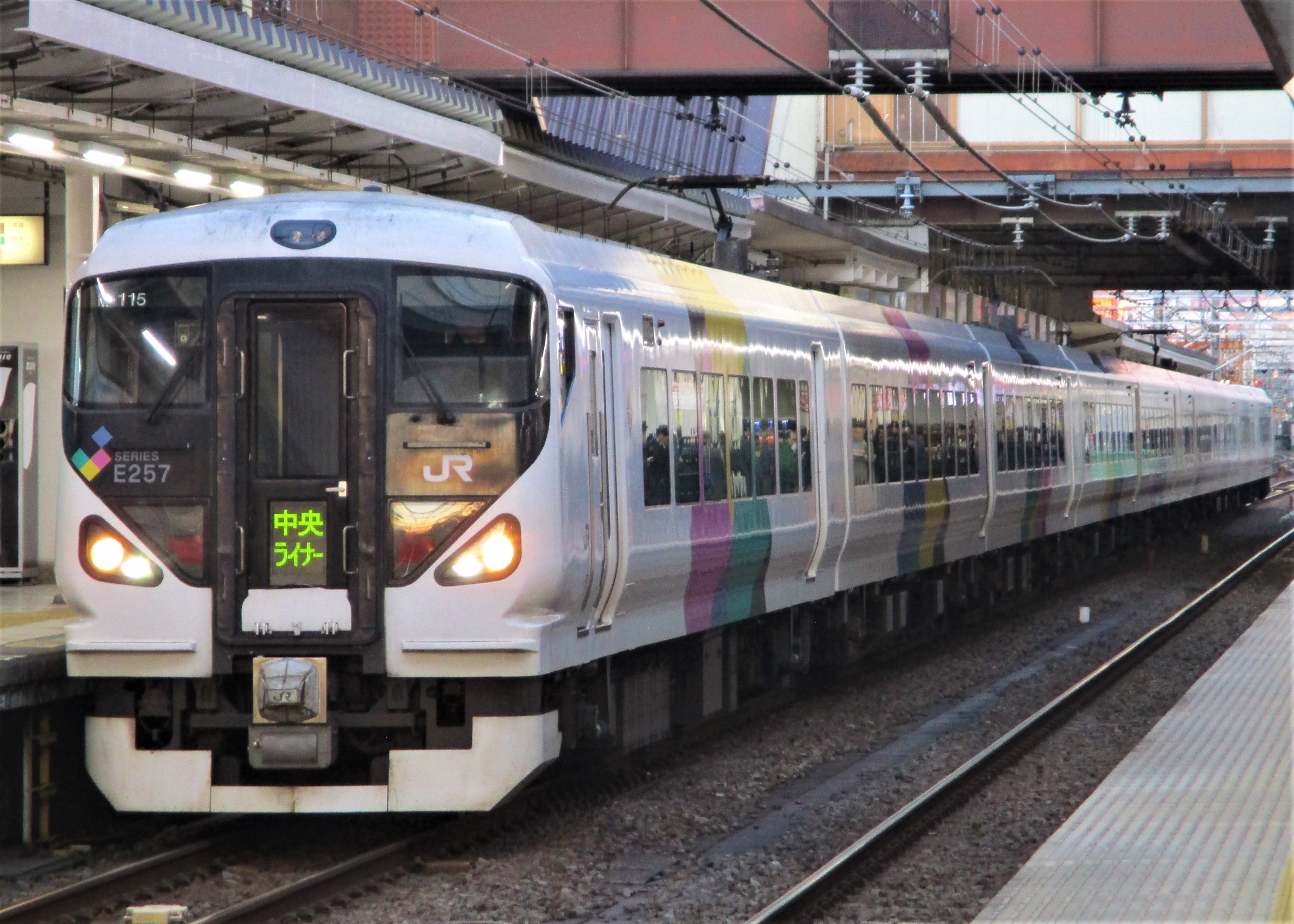
E257系「中央ライナー」
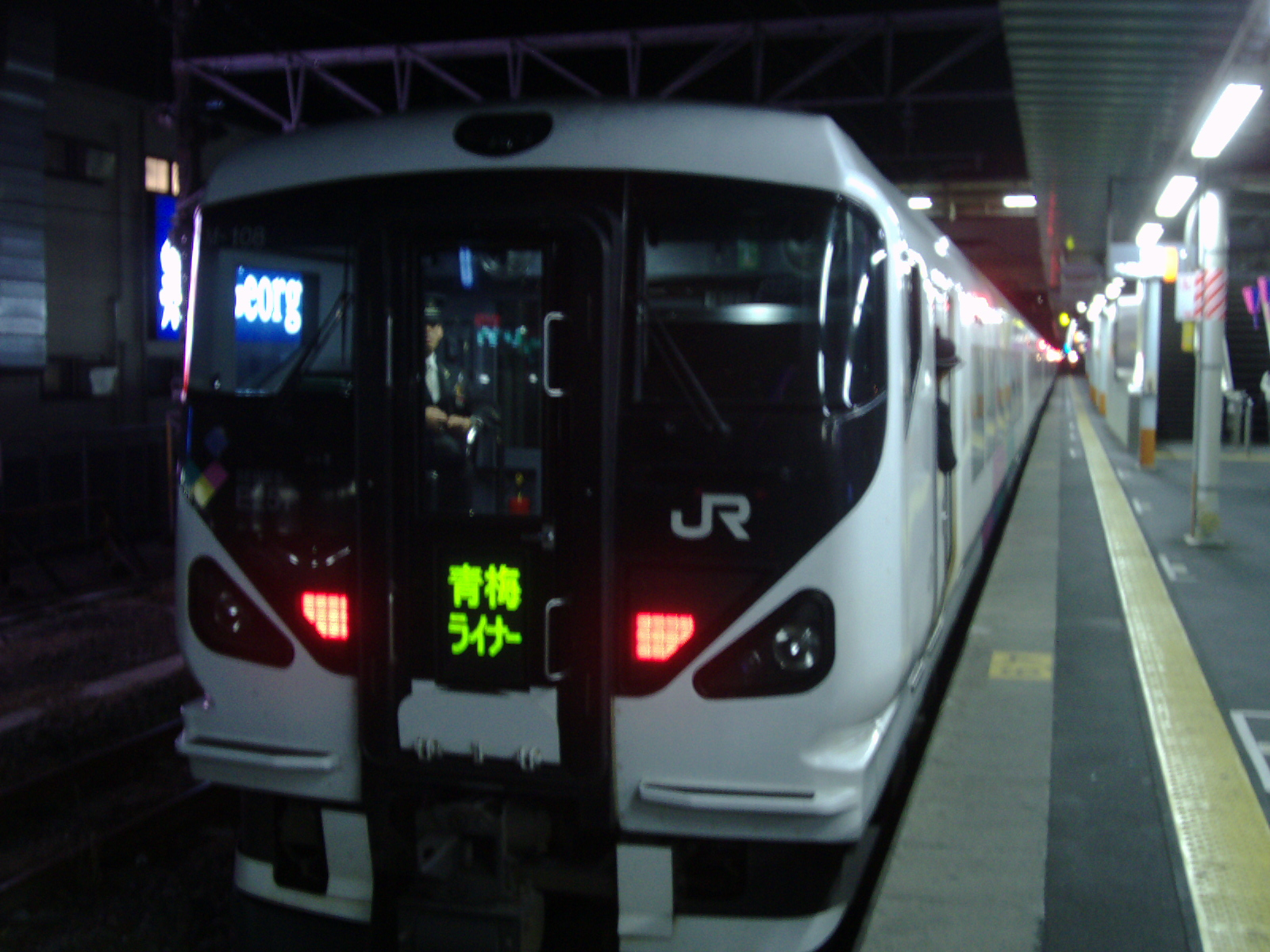
E257系「青梅ライナー」

##### 長野地区

###### 信越本線
長野地区では、1989年（平成元年）3月より朝の信越本線軽井沢駅 - 長野駅間で、特急「あさま」用の189系・489系を使用した快速「モーニングライナー」、夜の長野駅 - 小諸駅間で快速「みすず」用の165系・169系を使用した快速「ホームライナー」を運転していた。この列車は1997年（平成9年）に運行区間の一部がしなの鉄道に移管されたため、同社の「しなのサンライズ」「しなのサンセット」として継承された（以降は当該列車記事を参照）。

###### 篠ノ井線

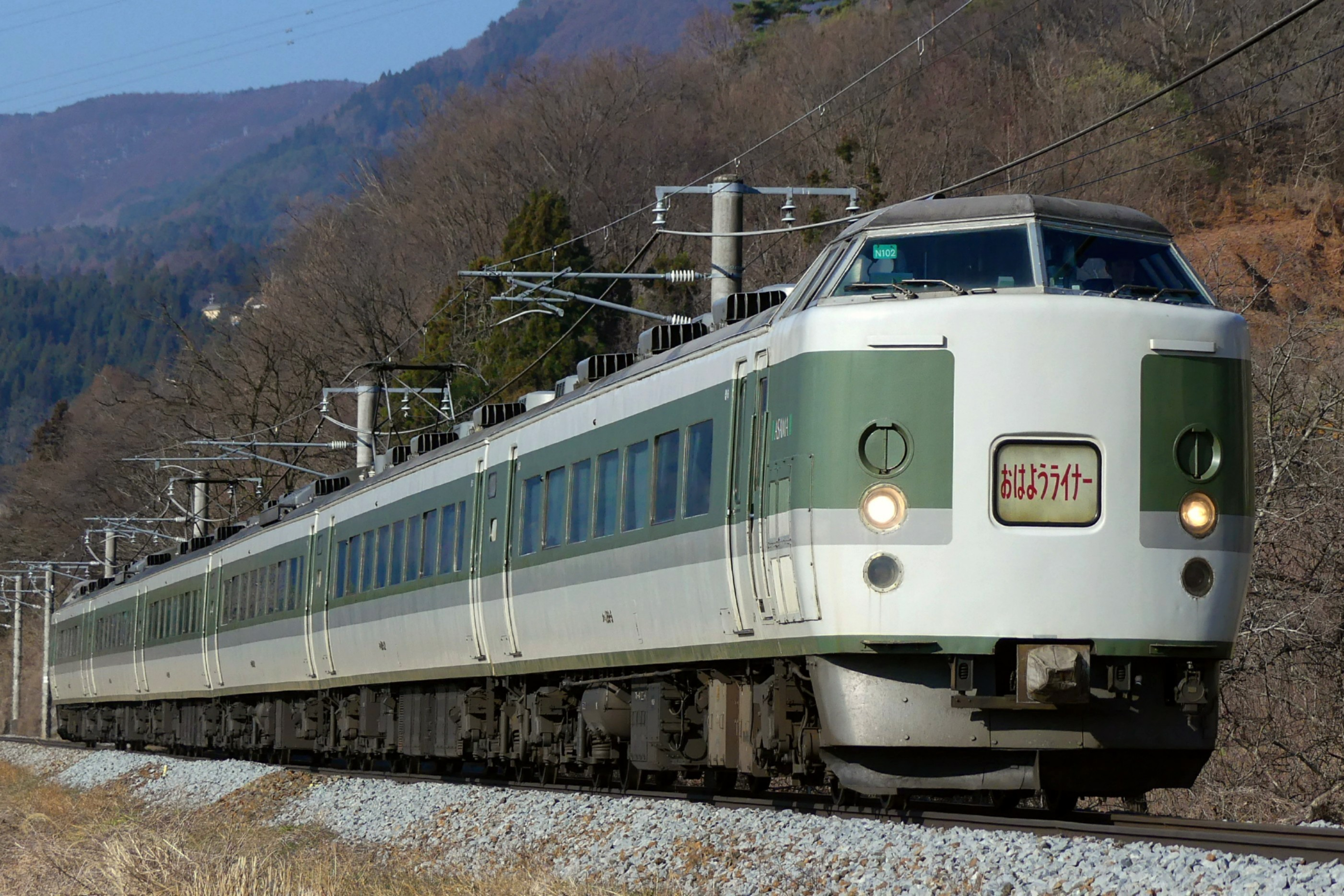
189系「おはようライナー」

2004年（平成16年）10月16日には篠ノ井線松本駅 - 長野駅間に期間中の平日毎日運転の臨時快速列車の扱いで、「おはようライナー」の運行が開始され、翌2005年（平成17年）には塩尻駅 - 長野駅間に区間が延長、2019年（平成31年）3月16日改正に愛称無しの近郊型車両使用の臨時快速列車として置き換えられるまで運転された。

##### 新潟地区

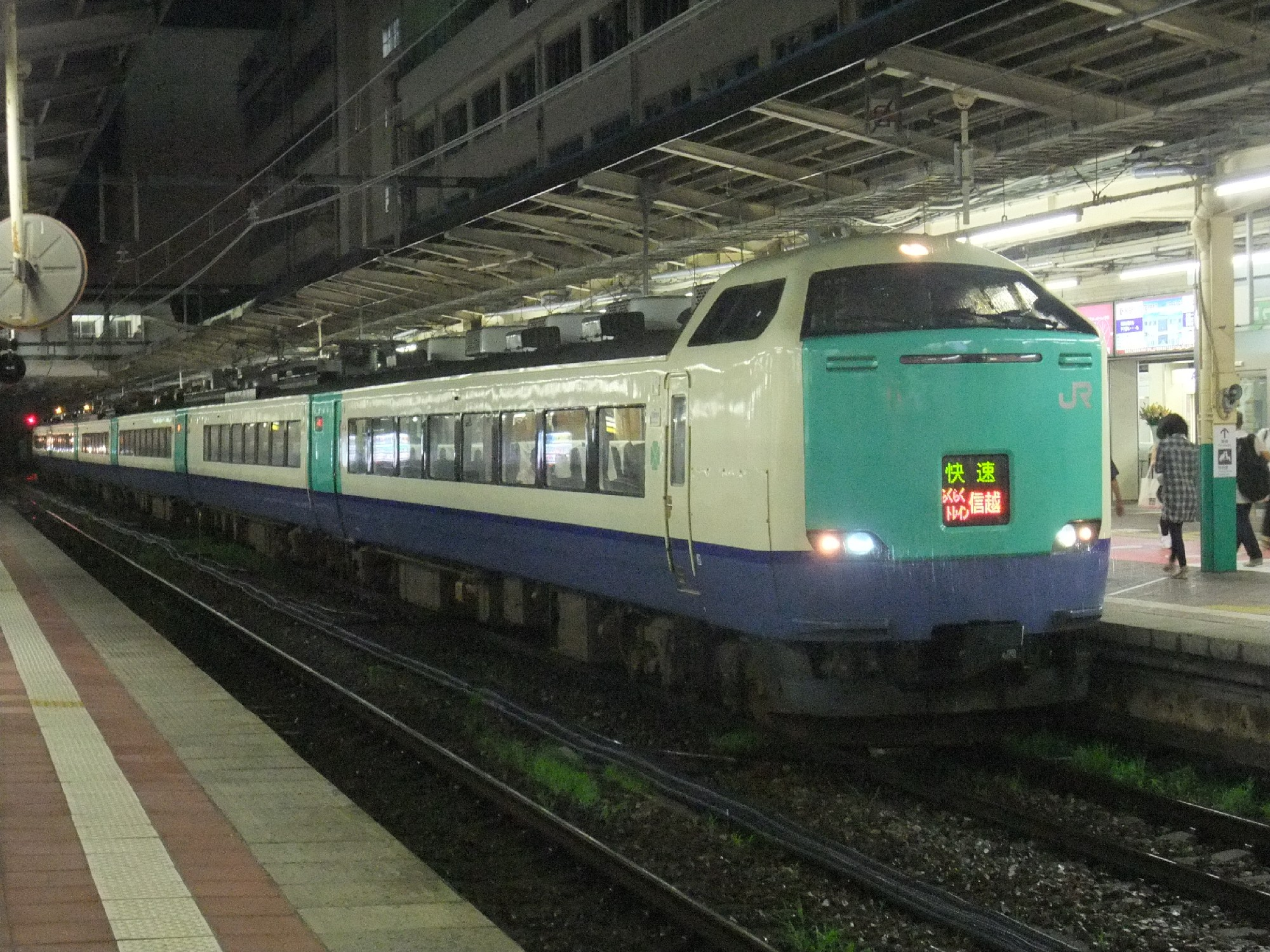
485系「らくらくトレイン信越」

新潟駅を中心とした新潟地区では、1994年（平成6年）に信越本線新潟駅→長岡駅間で夜間に「らくらくライナー」として運行開始。2004年（平成16年）3月13日に白新線・羽越本線新潟駅→村上駅間の「らくらくトレイン村上」を新設し、従来の列車を「らくらくトレイン長岡」と改称した。「らくらくトレイン長岡」は2012年（平成24年）に運転区間を直江津駅まで延長し、「らくらくトレイン信越」と改称された。乗車整理券は300円。
廃止時点ではすべての列車でE653系を使用していた。それ以前は485系が使用されていた。
2021年（令和3年）に「おはよう信越」は全車指定席の快速列車「信越」に改称、「らくらくトレイン村上」は廃止となり、「信越」についても翌2022年（令和4年）のダイヤ改正で廃止となった。

#### JR東海

##### 関西本線
関西本線名古屋口では、1988年（昭和63年）7月1日から1990年（平成2年）3月9日まで名古屋駅 - 伊勢市駅間でキハ82系を使用して「ホームライナーみえ」が運転されたが、快速「みえ」へと発展的解消を遂げて廃止された。
また、1996年（平成8年）3月から2011年（平成23年）3月まで、四日市駅→名古屋駅間に「ホームライナー四日市」がキハ85系で運行されたが、これも快速「みえ」に代替される形で廃止された。

#### JR西日本
近畿圏では、大阪環状線内の大阪駅・天王寺駅を中心として大阪府南部 - 和歌山県方面・滋賀県方面・奈良県方面・兵庫県東部（丹波）方面の4線区で設定されていたが、2000年代以降は特急列車の通勤時間帯への拡充などにより、2011年（平成23年）3月を最後に全廃となった。各線区ごとに列車愛称が異なっていた。

##### 阪和線
阪和線では、国鉄時代の1984年（昭和59年）9月に国鉄3例目、近畿圏では初のホームライナーとして「ホームライナーいずみ」が天王寺駅 - 日根野駅間で設定された。その後1986年（昭和61年）11月に天王寺駅 - 和歌山駅間に運行区間が延長され、列車名も「はんわライナー」に改称。最盛期には朝3本・夜5本が運行され、近畿圏では最大の運行規模となったが、特急の増発に伴ってライナーの減便が行われ、2011年（平成23年）3月のダイヤ改正をもって全列車が廃止された。車両は「くろしお」用の381系が使用された。

##### 東海道本線（琵琶湖線・JR京都線）
琵琶湖線・JR京都線では、1987年（昭和62年）10月より米原駅 - 大阪駅間で「びわこライナー」1往復が運行され、2003年（平成15年）6月に特急「びわこエクスプレス」（現在は「らくラクびわこ」に改称）に置き換えられる形で廃止された。車両は「雷鳥」用の485系が用いられていた。

##### 関西本線（大和路線）
大和路線では、1988年（昭和63年）3月の加茂駅 - 木津駅間電化にあわせ、「やまとじライナー」の運行が開始された。運行区間は朝が木津駅→湊町駅（現：JR難波駅）間、夜が大阪駅（大阪環状線地上ホーム）→加茂駅間であった。車両は381系を使用。2011年（平成23年）3月のダイヤ改正をもって区間快速に代替される形で廃止された。
2024年（令和6年）3月16日のダイヤ改正より、新大阪駅発着で大阪駅地下ホーム経由とした通勤特急「らくラクやまと」が新設された。

##### 福知山線（JR宝塚線）
JR宝塚線では、1988年（昭和63年）3月より大阪駅 - 篠山口駅間で「ほくせつライナー」が運行された。車両は「北近畿」用の485系・183系のほか、「エーデル北近畿」用のキハ65形も用いられた。2002年（平成14年）10月に特急「北近畿」（現在は「こうのとり」に改称）に置き換えられる形で廃止された。

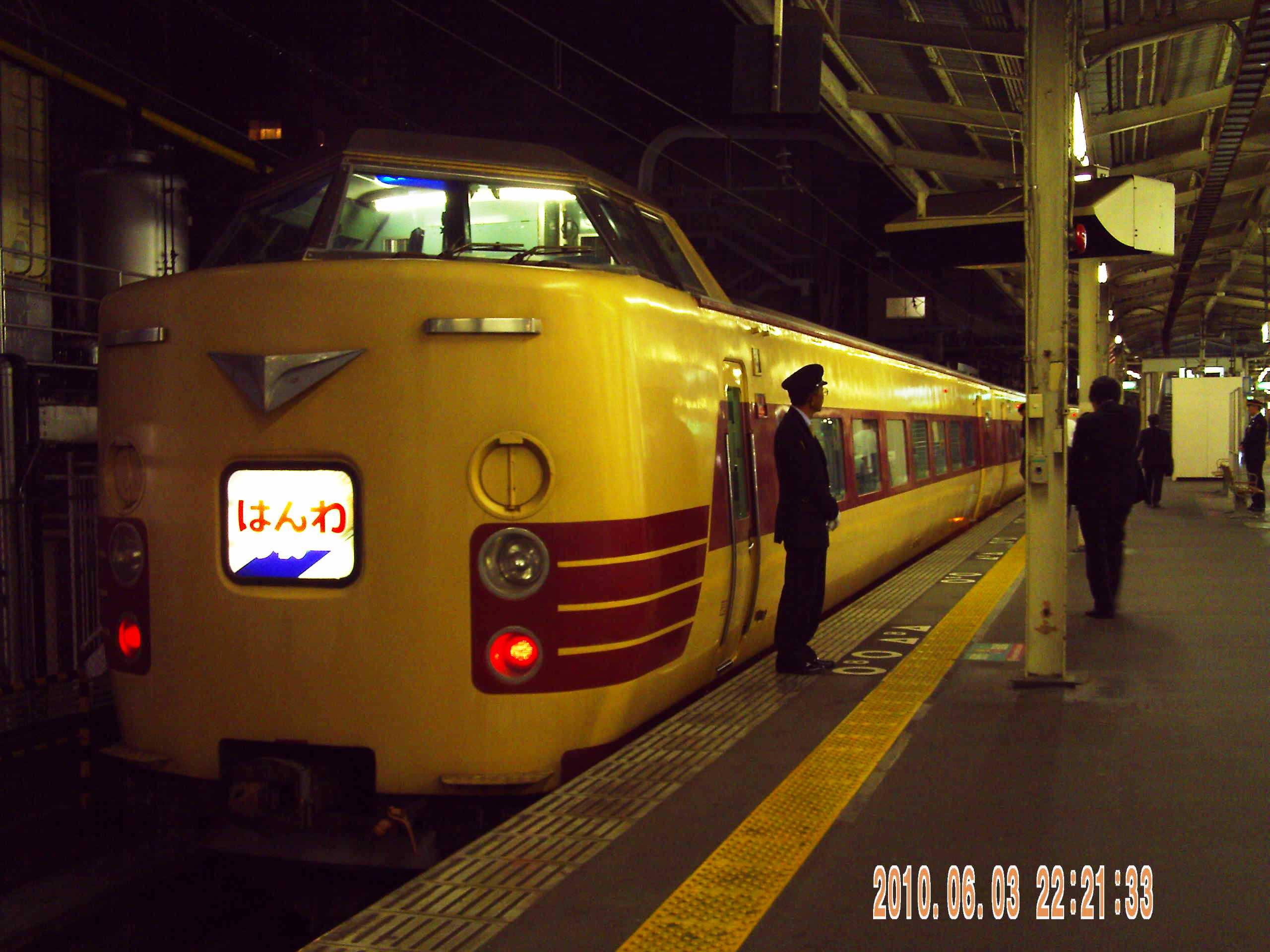
381系 「はんわライナー」
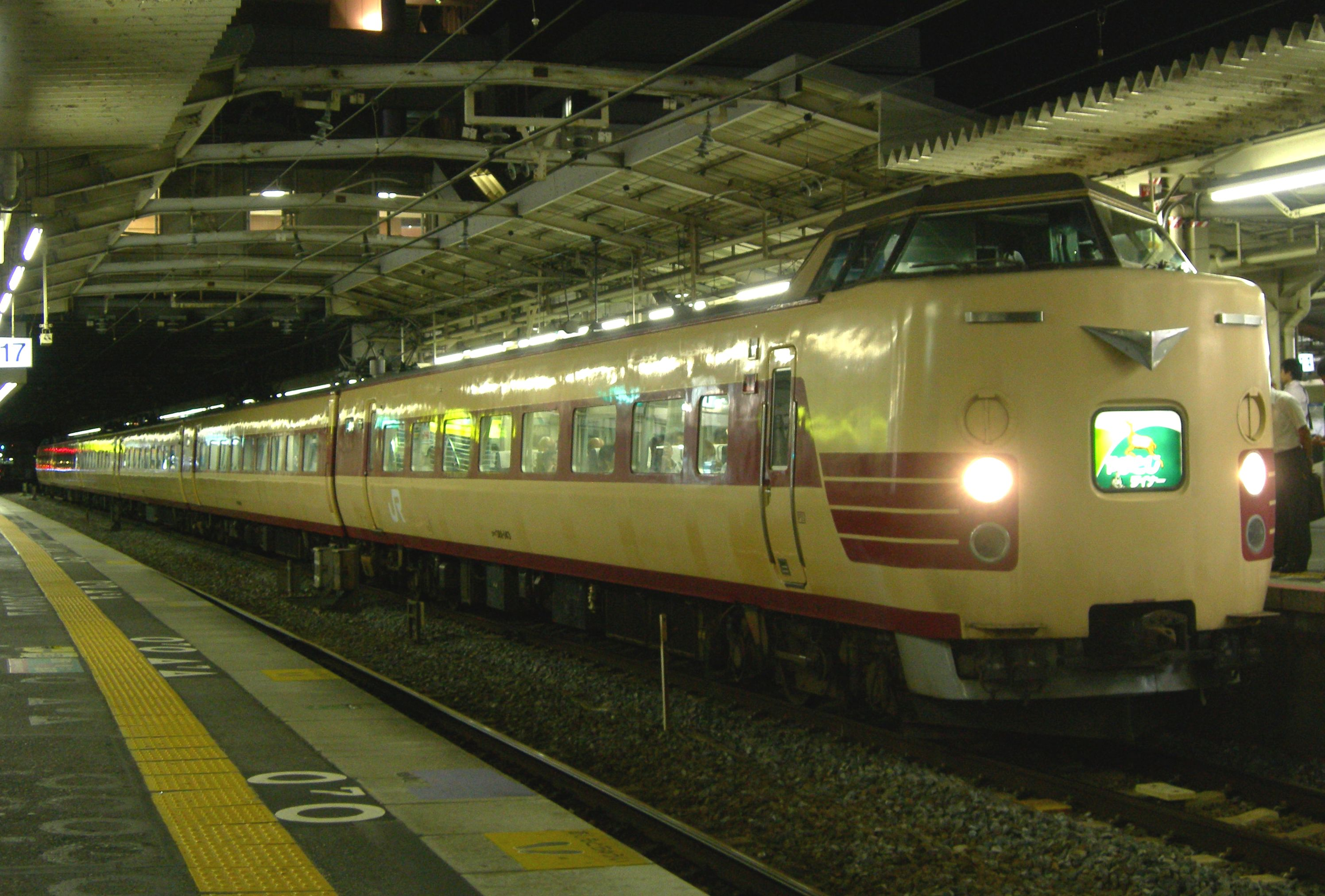
381系 「やまとじライナー」
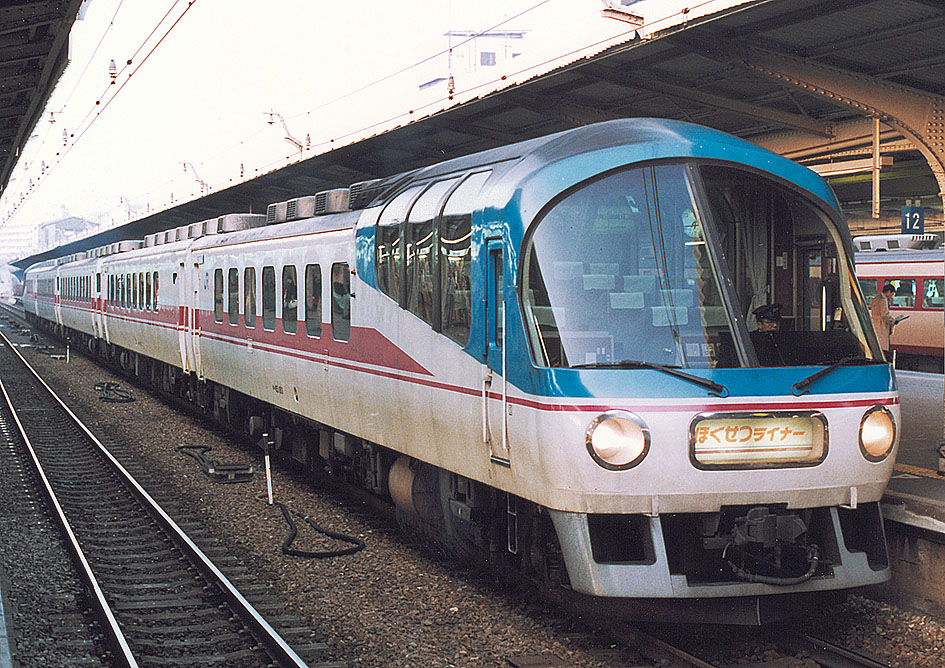
キハ65系 「ほくせつライナー」

#### JR四国
2006年（平成18年）に、鳴門線において「鳴門きんときライナー」と称する定員制快速列車を試験運行したが、半年ほどで運行終了となっている。

#### JR九州

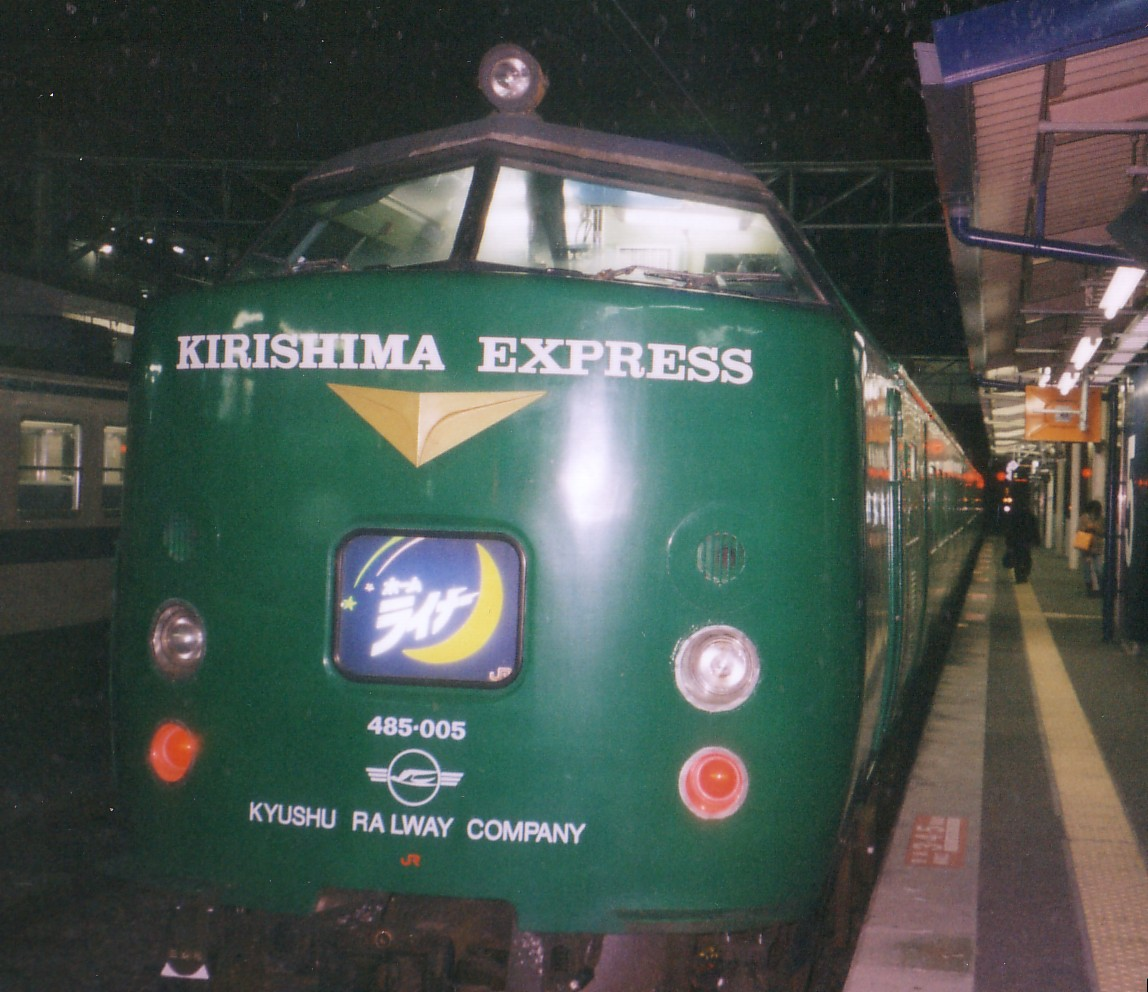
485系
「ホームライナー」

JR九州では「エアポートライナー」を除き、朝の列車は「さわやかライナー」、夜の列車は「ホームライナー」の列車名で運行されていた。本社直轄の福岡都市圏と、鹿児島支社管内の宮崎地区・鹿児島地区の合計3地区で設定されたが、現在はいずれも運行されていない。各地区とも車両は主に485系が使用された。
これらのライナーは「エクセルパス」で乗車する場合、乗車整理券を不要としていた。

##### 福岡・北九州地区
博多駅を中心とした福岡地区の鹿児島本線では、1987年（昭和62年）6月より門司港駅 - 博多駅間で「エアポートライナー」「ホームライナー」の運行が開始され、2001年（平成13年）3月に特急「きらめき」に編入されるまで運行されていた。また、博多駅 - 大牟田駅でも設定されたが、こちらは1995年（平成7年）4月のダイヤ改正をもって廃止された。

##### 宮崎地区
宮崎駅を中心とした宮崎地区の日豊本線では、まず1990年（平成2年）3月に西都城駅→宮崎駅間に1本設定され、1992年（平成4年）7月には宮崎空港へのアクセス列車を兼ねて延岡駅 - 宮崎駅間において朝と夜に設定された。1996年（平成8年）7月の宮崎空港線開業後は延岡駅発着列車が同線宮崎空港駅まで延長された。車両は485系のほかに783系も使用されたが、2011年（平成23年）3月に特急「ひゅうが」「きりしま」に置き換えられて廃止された。

##### 鹿児島地区
鹿児島地区では西鹿児島駅（現：鹿児島中央駅）を中心として、鹿児島本線と日豊本線で運行された。
鹿児島本線では、1989年（平成元年）3月に川内駅 - 西鹿児島駅間に設定され、後に運行区間が出水駅 - 西鹿児島駅・鹿児島駅間に延長されたが、2004年（平成16年）3月の九州新幹線部分開業とともに川内駅以北が経営分離されたのに伴い、再び川内駅 - 鹿児島中央駅間に短縮。2011年（平成23年）3月に特急「川内エクスプレス」に置き換えられ、廃止された。
日豊本線では、1990年（平成2年）3月より国分駅 - 西鹿児島駅間で運行されていたが、 2004年（平成16年）3月に特急「きりしま」に置き換えられて廃止された。

## 私鉄・第三セクターにおける類似列車
JR以外においても、ライナー列車に類似する列車を運行している鉄道事業者が存在する。ここではJRのライナーと同様に着席通勤を目的として座席定員制で運転されるものを中心に記載する。
なお、ライナー列車としての固有種別の形をとってはいないが、小田急電鉄や東武鉄道（伊勢崎線・日光線・野田線系統）・西武鉄道・名古屋鉄道・近畿日本鉄道・南海電気鉄道・泉北高速鉄道では通勤輸送向けに有料特急列車が設定されている。これらの列車は種別・運行形態・車両形式こそ基本的に日中の特急列車と変わらない が、利用実態はホームライナーに比較的近く、かつて国鉄がホームライナーを設定するにあたってのヒントともされた。これらについては、「ホームウェイ・モーニングウェイ」（小田急電鉄）、「スカイツリーライナー」「アーバンパークライナー」（以上東武鉄道）、「レッドアロー」（西武鉄道）、「名鉄特急」、「近鉄特急」、「泉北ライナー」も参照。

### 各社概況

#### 京成電鉄
京成電鉄では、朝に上り「モーニングライナー」、夜間に下り「イブニングライナー」を本線にて運転している。これらは「スカイライナー」用のAE形（2010年7月16日まではAE100形）が充当され、ライナー券は座席指定でなく車両指定で、乗車整理券扱いとなっていたが、2015年12月5日改正からスカイライナー同様、全席座席指定に変わっている。
停車駅は「スカイライナー」より多く設定され 通勤客の利便が図られているものの、「シティライナー」が停車するJR総武線・東武野田線（東武アーバンパークライン）との乗換駅である京成船橋駅は通過として、あくまでも都心まで・都心からの乗り通しを前提としていたが、2015年12月5日改正から「シティライナー」定期運行便の廃止の代替として、同駅にも停車するようになった。これらの運行時間帯には、夕方の移行時間帯を除き「スカイライナー」が運転されないため、空港アクセス列車としても利用される。

#### 京浜急行電鉄

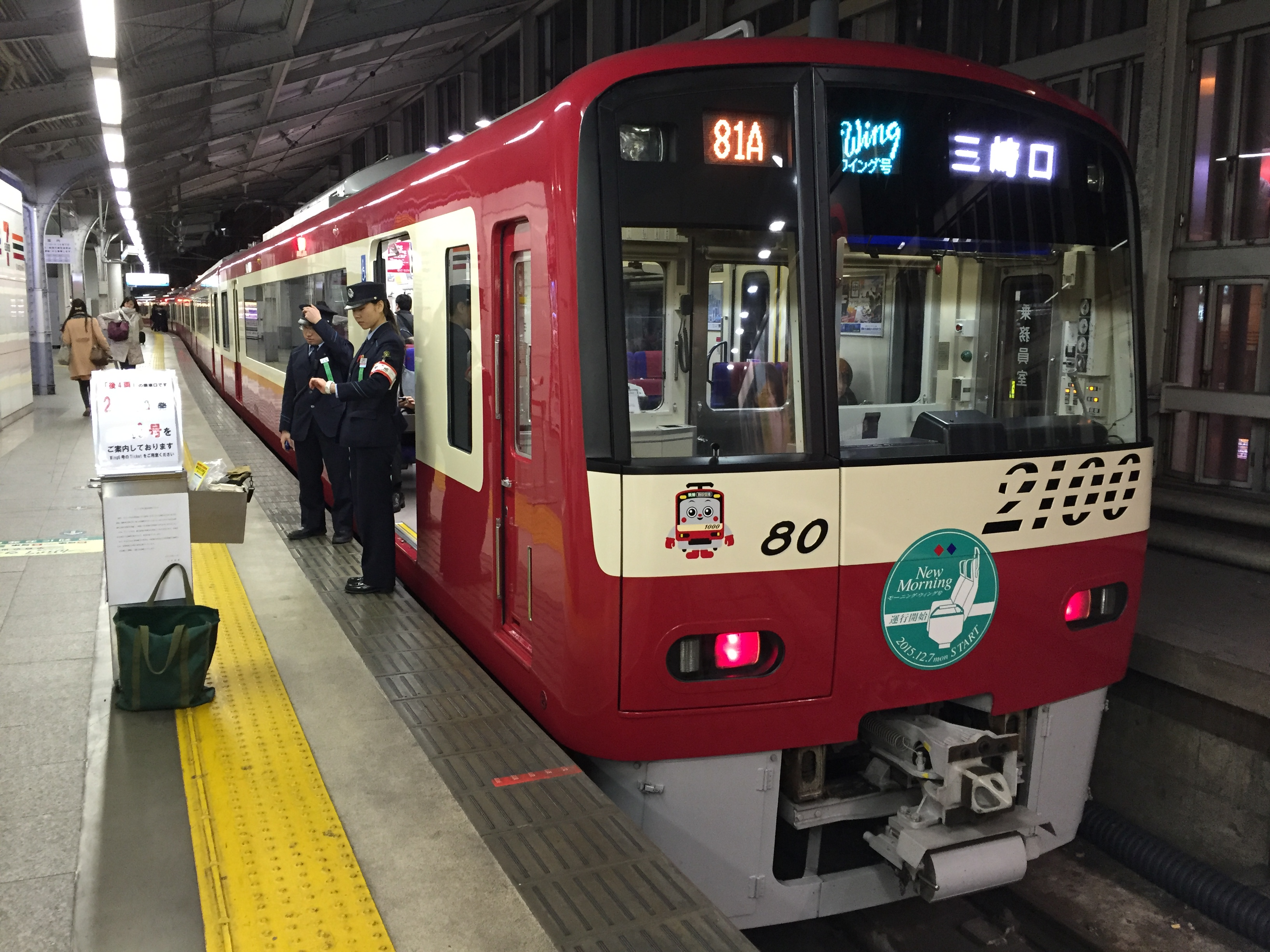
京急ウィング号（現：イブニング・ウィング号）

京浜急行電鉄（京急）では、1992年4月から平日の夕方以降に「京急ウィング号」を運行している（2019年より「イブニング・ウィング号」に改称）。列車は全席クロスシート車両である2100形が充当され、下り列車のみの運行で、上大岡駅以遠からの乗車は料金不要といった特徴を持つ。当初は座席定員制であったが、2017年5月より全席指定となった。
2015年12月からは、平日の早朝に「モーニング・ウィング号」が運行開始。上り列車のみの運行で、品川駅までの途中停車駅ではいずれも降車不可である等の特徴がある。こちらも当初は座席定員制だったが、2017年5月より全席指定となった。

#### 東武鉄道

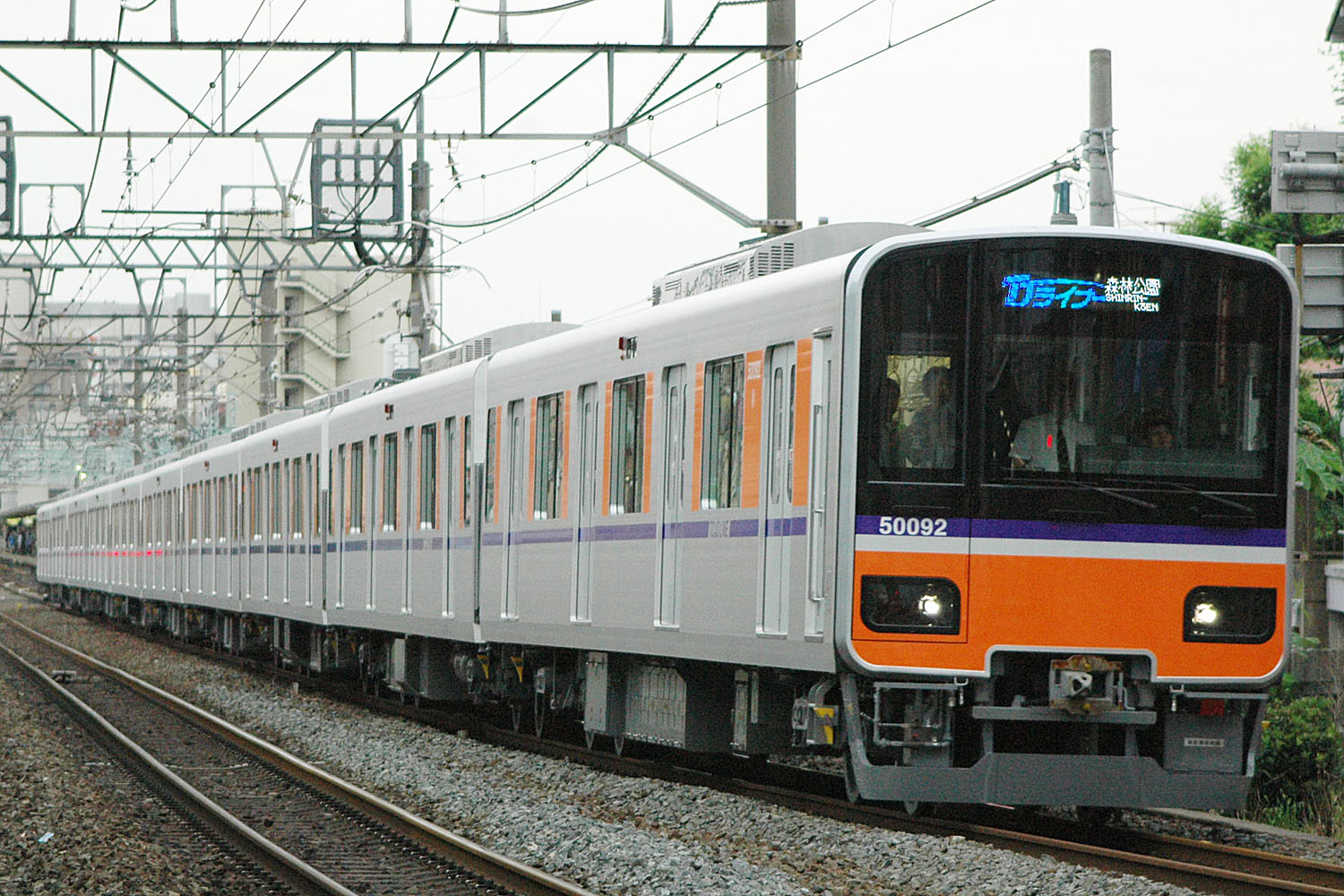
東武東上線
「TJライナー」

東武東上線では2008年（平成20年）6月14日のダイヤ改正で、着席乗車目的の座席定員制「TJライナー」を夕方以降の時間帯に運転開始。本列車にはクロスシートとロングシートの両方に切替可能なデュアルシートを採用した50090型を新製充当。TJライナー運行時はクロスシートになる。下り列車にふじみ野駅以北から乗車する場合、乗車整理券は不要である。2016年3月26日からは平日のみ、2023年（令和5年）3月18日からは土休日においても朝時間帯の上り列車での運行を開始した。2019年（平成31年）3月16日より、着席方式が座席定員制から座席指定制に変更された。
東武伊勢崎線（東武スカイツリーライン）では2020年6月6日のダイヤ改正より、日比谷線との直通列車として70090型を使用した座席指定制列車「THライナー」を運行している。

#### 西武鉄道・東京地下鉄・東急電鉄・横浜高速鉄道

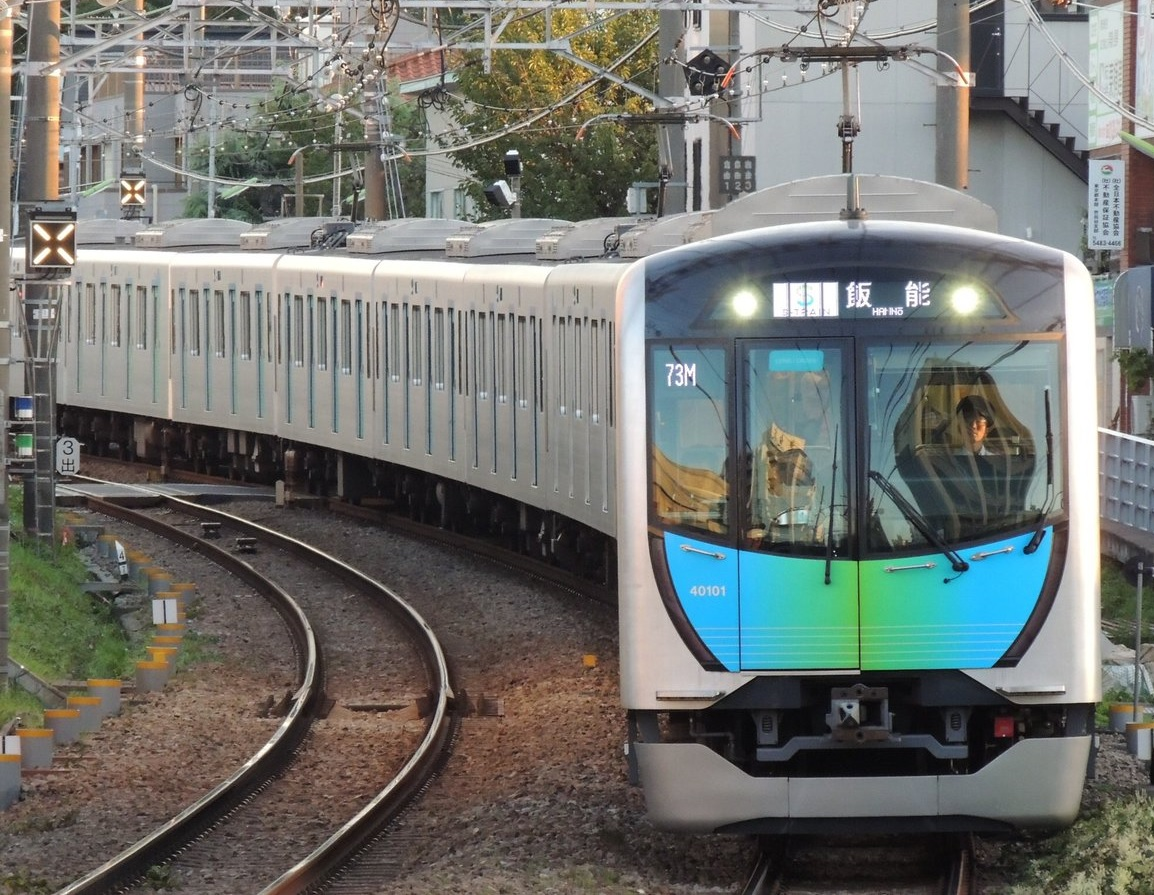
西武池袋線
「S-TRAIN」

西武鉄道他3社では2017年（平成29年）3月25日のダイヤ改正より、西武池袋線系統で座席指定制「S-TRAIN」を運転開始した。デュアルシート採用の西武40000系が用いられる。平日と土休日で運行パターンが異なり、平日は通勤目的のために東京メトロ有楽町線に乗り入れ、土休日は観光輸送のために東京メトロ副都心線・東急東横線・横浜高速鉄道みなとみらい線および西武秩父線西武秩父駅に直通する。また、有楽町線直通の平日のSトレインは通勤輸送に特化しているため、一大ターミナル駅の池袋駅を通過するという特徴をもつ。全区間で座席指定料金が必要である。
2018年（平成30年）3月10日のダイヤ改正より、西武新宿線・拝島線の西武新宿駅  - 拝島駅間で「拝島ライナー」の運転を開始した。下り列車は途中の小平駅以降の停車駅から乗車する場合は座席指定料金は不要である。

#### 京王電鉄

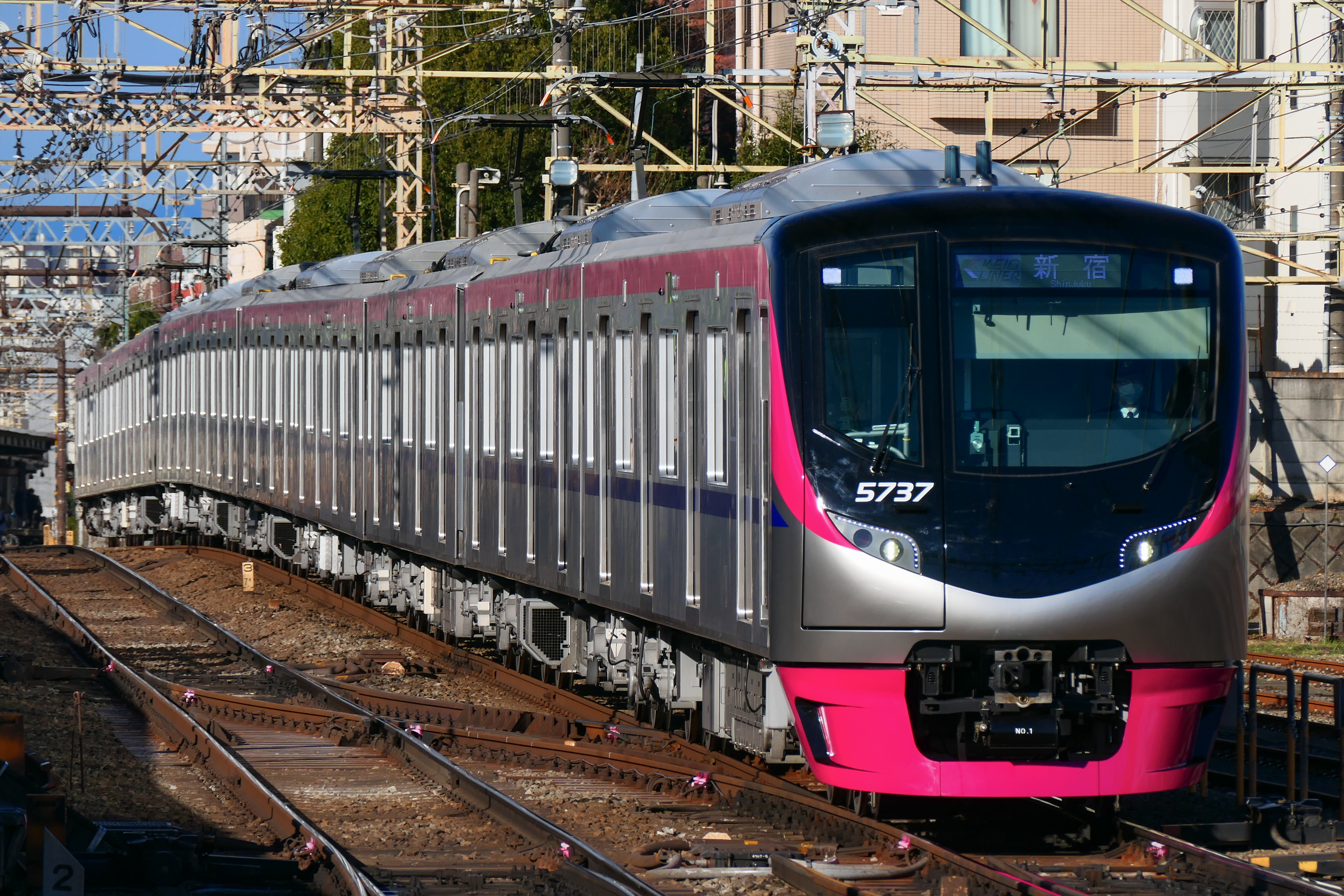
京王線
「京王ライナー」

京王電鉄では2018年（平成30年）2月22日のダイヤ改正より京王線・京王相模原線で「京王ライナー」の運行を開始した。定期列車では京王線新宿駅 - 京王八王子駅間と京王線新宿駅 - 橋本駅間の2系統が存在するほか、土休日ダイヤのみ京王線新宿駅 - 高尾山口駅を運行する「Mt.TAKAO号」がある。京王5000系（2代）が用いられ、京王ライナー運行時はクロスシートになる。遠近分離のため（特別料金不要の）特急停車駅の笹塚駅・千歳烏山駅・調布駅・京王稲田堤駅は通過するほか、下りのMt.TAKAO号は明大前駅 - 高尾山口駅間をノンストップで運行する。乗車には座席指定料金が必要であるが、京王ライナーの下り列車については途中停車駅の府中駅及び京王永山駅から乗車する場合の別料金は不要である。

#### しなの鉄道

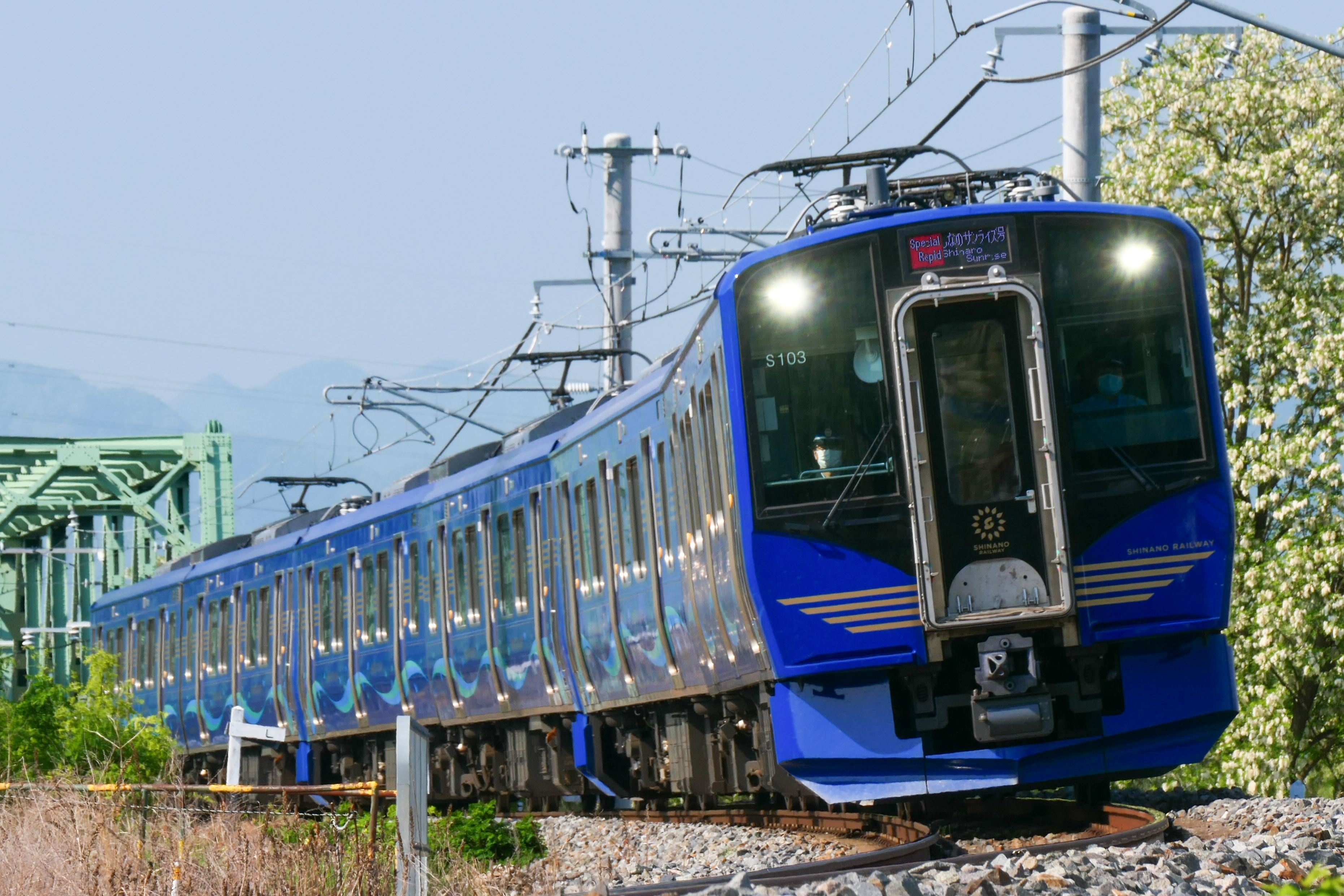
しなの鉄道線
「しなのサンライズ号」

しなの鉄道では、転換以前から運行されていたライナー列車を引き継ぐ形で1997年（平成9年）から「しなのサンライズ号」および「しなのサンセット号」を運行している。当初は乗車整理券制だったが、2015年（平成27年）に一旦料金不要に変更。その後SR1系の運行開始に伴い2020年（令和2年）から座席指定制に変更された。

#### あいの風とやま鉄道・IRいしかわ鉄道
あいの風とやま鉄道およびIRいしかわ鉄道は、北陸本線からの転換後最初の平日となる2015年（平成27年）3月16日より、座席指定制の「あいの風ライナー」を朝夕の時間帯に運行する。

#### 京阪電気鉄道
京阪電気鉄道では、2017年（平成29年）8月21日から平日朝の下り方向に、全席指定制の「ライナー」を運転している。2018年（平成30年）9月15日のダイヤ改正から夕方から夜にかけて上り方向にも運転開始、下りも出町柳発の運転も開始した。同列車には特急専用車8000系が充当され、乗車する場合はライナー券（プレミアムカー乗車の場合はプレミアムカー券）が必要である。下りは出町柳駅 - 七条駅間の相互利用は不可能で、京橋駅から先はライナー券なしで一般車両に乗車可能である。上りは淀屋橋駅 - 京橋駅間の相互利用は不可能で、七条駅から先はライナー券なしで一般車両に乗車可能である。

#### 阪神電気鉄道
阪神電気鉄道では、大阪梅田駅を基準に、金曜日の夜間は他の曜日の同時間帯より利用者が増える傾向にあることを踏まえて、2022年（令和4年）12月23日と2023年（令和6年）1月6日・13日・20日（いずれも平日ダイヤの金曜日）の夜間に、大阪梅田発青木行きの夜間有料臨時列車「らくやんライナー」を試験運行した。
大阪梅田駅20:19発（1号）、21:43発（3号）の計2本を設定。停車駅は野田・尼崎・武庫川・甲子園・西宮・香櫨園・打出・芦屋の各駅で、うち大阪梅田駅と野田駅は乗車専用とし、尼崎駅以遠の停車駅は全て降車専用とした。車両は原則としてクロスシートを装備する8000系（初期型）または9300系を使用する計画で、定員は1列車180名（大阪梅田駅で150名、野田駅で30名の発売枠をそれぞれ設定）。神戸三宮寄り先頭車である6号車は野田駅乗車客専用とし、大阪梅田駅では1 - 5号車のみ乗車可能（車両間の移動は禁止）とした。料金は1乗車200円で現金のみとし、大阪梅田駅ではホームにいる担当の係員に、野田駅では乗車後に車内の乗務員に、それぞれ直接支払い整理券を受け取る。なお、指定席ではないが定員制のため着席は保証されるものの、使用車両は一部ロングシートであり、ロングシート車両への料金徴収は異例である。
なお、実際の運用では、全8本の列車とも全中間車がクロスシート（車端部のみロングシート）で、両端先頭車がロングシートである9300系が使用された。

#### 西日本鉄道
西日本鉄道では、2024年（令和6年）4月19日・5月7日・17日・21日の夜間に、有料臨時列車「Nライナー」を運行した。
福岡（天神）発大牟田行きが1本、福岡（天神）発花畑行きが2本運転された。車両は3000形5両編成が充当された。運賃に加えて、当日分有効の乗車整理券（300円）が必要となる。乗車整理券は号車のみ指定され、指定号車であれば自由に着席できる。
停車駅は西鉄二日市・朝倉街道・筑紫・三国が丘・西鉄小郡・宮の陣・西鉄久留米・花畑・大善寺・西鉄柳川・新栄町（西鉄二日市以遠は急行停車駅）で、福岡（天神）駅が乗車専用駅である以外は全て降車専用駅である。

### 過去の事例

#### WILLER TRAINS（京都丹後鉄道）
WILLER TRAINS（京都丹後鉄道）は、2017年（平成29年）3月4日のダイヤ改正により、宮福線に朝の上り1本のみ「通勤ライナー」が設定された。JR西日本の同名の列車とは異なりライナー券を要する列車となっているが、ライナー券の発売枚数に制限はなく、着席保証はない。特急用車両であるKTR8000形「丹後の海」編成で運行されていた。2023年（令和5年）3月18日のダイヤ改正で廃止された。

## JRの運行開始以前に運行されたホームライナーに相当する列車
名古屋鉄道が過去にホームライナーに相当する列車を運行していた。愛称は「ディーゼル特急」で、特急「北アルプス」の間合い運用でキハ8000系によって運行されていた。徳田耕一の文献によると、設定開始は1965年（昭和40年）12月30日のダイヤ改正で、区間は豊橋 - 新名古屋（現：名鉄名古屋）間。一等車であったキロ8100型も連結されており、運行開始当初は一等110円、二等50円の線内特急料金を要したが、座席が完全に指定され、なおかつ定期券での乗車が可能だったため好評だったという。翌1966年（昭和41年）春のダイヤ改正で夕方に1往復増発され、さらに1970年（昭和45年）秋の改正で昼間に4往復増発された。運行終了時期は定かではない。